# Stati Uniti d'America ai Giochi della XXIX Olimpiade
Gli Stati Uniti d'America hanno partecipato ai Giochi della XXIX Olimpiade di Pechino, svoltisi dall'8 al 24 agosto 2008, con una delegazione di 588 atleti.

## Medaglie
| Medaglia | Atleta | Sport            | Evento                                       |
| -------- | --- | ---------------- | -------------------------------------------- |
| Oro      | Michael Phelps | Nuoto            | 400 metri misti maschili                     |
| Oro      | Michael Phelps | Nuoto            | 200 metri stile libero maschili              |
| Oro      | Michael Phelps Garrett Weber-Gale Cullen Jones Jason Lezak Nathan Adrian Ben Wildman-Tobriner Matt Grevers                                | Nuoto            | Staffetta 4x100 metri stile libero maschile  |
| Oro      | Michael Phelps | Nuoto            | 200 metri farfalla maschili                  |
| Oro      | Michael Phelps Ryan Lochte Ricky Berens Peter Vanderkaay Klete Keller Erik Vendt David Walters                                            | Nuoto            | Staffetta 4x200 metri stile libero maschile  |
| Oro      | Michael Phelps | Nuoto            | 200 metri misti maschili                     |
| Oro      | Michael Phelps Brendan Hansen Aaron Peirsol Jason Lezak Ian Crocker Mark Gangloff Matt Grevers Garrett Weber-Gale                         | Nuoto            | Staffetta 4x100 metri misti maschile         |
| Oro      | Michael Phelps | Nuoto            | 100 metri farfalla maschili                  |
| Oro      | Mariel Zagunis | Scherma          | Sciabola individuale femminile               |
| Oro      | Natalie Coughlin | Nuoto            | 100 metri dorso femminili                    |
| Oro      | Aaron Peirsol | Nuoto            | 100 metri dorso maschili                     |
| Oro      | Glenn Eller | Tiro             | Double trap maschile                         |
| Oro      | Kristin Armstrong | Ciclismo         | Cronometro femminile                         |
| Oro      | Rebecca Soni | Nuoto            | 200 metri rana femminili                     |
| Oro      | Ryan Lochte | Nuoto            | 200 metri dorso maschili                     |
| Oro      | Nastia Liukin | Ginnastica       | Concorso individuale femminile               |
| Oro      | Vincent Hancock | Tiro             | Skeet maschile                               |
| Oro      | Venus Williams Serena Williams | Tennis           | Doppio femminile                             |
| Oro      | Mary Whipple Caryn Davies Caroline Lind Susan Francia Anna Cummins Elle Logan Anna Goodale Lindsay Shoop Erin Cafaro                      | Canottaggio      | Otto femminile                               |
| Oro      | Stephanie Brown Trafton | Atletica leggera | Lancio del disco femminile                   |
| Oro      | Angelo Taylor | Atletica leggera | 400 metri ostacoli femminili                 |
| Oro      | McLain Ward Laura Kraut Will Simpson Beezie Madden                                                                                        | Equitazione      | Salto ostacoli a squadre                     |
| Oro      | Anna Tunnicliffe | Vela             | Laser Radial class femminile                 |
| Oro      | Henry Cejudo | Lotta            | Lotta libera 55 kg maschile                  |
| Oro      | Shawn Johnson | Ginnastica       | Trave femminile                              |
| Oro      | Sawn Harper | Atletica leggera | 100 metri ostacoli femminile                 |
| Oro      | Misty May-Treanor Kerri Walsh | Beach volley     | Torneo femminile                             |
| Oro      | LaShawn Merritt | Atletica leggera | 400 metri piani maschili                     |
| Oro      | Stati Uniti | Calcio           | Torneo femminile                             |
| Oro      | Phil Dalhausser Todd Rogers | Beach volley     | Torneo maschile                              |
| Oro      | Bryan Clay | Atletica leggera | Decathlon maschile                           |
| Oro      | LaShawn Merritt David Neville Kerron Clement Jeremy Wariner Angelo Taylor Reggie Witherspoon                                              | Atletica leggera | Staffetta 4x400 metri maschile               |
| Oro      | Allyson Felix Natasha Hastings Monique Henderson Sanya Richards Mary Wineberg                                                             | Atletica leggera | Staffetta 4x400 metri femminile              |
| Oro      | Stati Uniti | Pallacanestro    | Torneo maschile                              |
| Oro      | Stati Uniti | Pallacanestro    | Torneo femminile                             |
| Oro      | Stati Uniti | Pallavolo        | Torneo femminile                             |
| Argento  | Sada Jacobson | Scherma          | Sciabola individuale femminile               |
| Argento  | Data Torres Natalie Coughlin Emily Silver Lacey Nymeyer Kara Lynn Joyce Julia Smit                                                        | Nuoto            | Staffetta 4x100 metri stile libero femminile |
| Argento  | Christine Magnuson | Nuoto            | 100 metri farfalla femminili                 |
| Argento  | Katie Hoff | Nuoto            | 400 metri stile libero femminili             |
| Argento  | Matt Grevers | Nuoto            | 100 metri dorso maschili                     |
| Argento  | Rebecca Soni | Nuoto            | 100 metri rana femminili                     |
| Argento  | Aaron Peirsol | Nuoto            | 200 metri dorso maschili                     |
| Argento  | Gina Miles | Equitazione      | Concorso completo individuale                |
| Argento  | Shawn Johnson Nastia Liukin Chellsie Memmel Samantha Peszek Alicia Sacramone Bridget Sloan                                                | Ginnastica       | Concorso a squadre femminile                 |
| Argento  | Kim Rhode | Tiro             | Skeet femminile                              |
| Argento  | Matthew Emmons | Tiro             | Carabina 50 metri a terra maschile           |
| Argento  | Shawn Johnson | Ginnastica       | Concorso individuale femminile               |
| Argento  | Christian Cantwell | Atletica leggera | Getto del peso maschile                      |
| Argento  | Margaret Hoelzer | Nuoto            | 200 metri dorso femminili                    |
| Argento  | Michelle Guérette | Canottaggio      | Singolo femminile                            |
| Argento  | Emily Cross Erinn Smart Hanna Thompson | Scherma          | Fioretto a squadre femminile                 |
| Argento  | Hyleas Fountain | Atletica leggera | Eptathlon femminile                          |
| Argento  | Dara Torres | Nuoto            | 50 metri stile libero femminili              |
| Argento  | Natalie Coughlin Rebecca Soni Christine Magnuson Dara Torres Margaret Hoelzer Megan Jendrick Elaine Breeden Kara Lynn Joyce               | Nuoto            | Staffetta 4x100 metri misti femminile        |
| Argento  | Zach Railey | Vela             | Finn                                         |
| Argento  | Tim Morehouse Jason Rogers Keeth Smart James Williams                                                                                     | Scherma          | Sciabola a squadre maschile                  |
| Argento  | Shawn Johnson | Ginnastica       | Corpo libero femminile                       |
| Argento  | Kerron Clement | Atletica leggera | 400 metri ostacoli maschili                  |
| Argento  | Nastia Liukin | Ginnastica       | Parallele asimmetriche femminili             |
| Argento  | Jennifer Stuczynski | Atletica leggera | Salto con l'asta femminile                   |
| Argento  | Nastia Liukin | Ginnastica       | Trave femminile                              |
| Argento  | Jonathan Horton | Ginnastica       | Sbarra maschile                              |
| Argento  | Sheena Tosta | Atletica leggera | 400 metri ostacoli femminili                 |
| Argento  | Shawn Crawford | Atletica leggera | 200 metri piani maschili                     |
| Argento  | Stati Uniti | Softball         | Torneo femminile                             |
| Argento  | Stati Uniti | Pallanuoto       | Torneo femminile                             |
| Argento  | Allyson Felix | Atletica leggera | 200 metri piani femminili                    |
| Argento  | Mark Lopez | Taekwondo        | 68 kg maschile                               |
| Argento  | Jeremy Wariner | Atletica leggera | 400 metri piani maschili                     |
| Argento  | David Payne | Atletica leggera | 110 metri ostacoli maschili                  |
| Argento  | Mike Day | Ciclismo         | BMX maschile                                 |
| Argento  | Stati Uniti | Pallavolo        | Torneo femminile                             |
| Argento  | Stati Uniti | Pallanuoto       | Torneo maschile                              |
| Bronzo   | Jason Turner | Tiro             | Pistola 10 metri aria compressa maschile     |
| Bronzo   | Rebecca Ward | Scherma          | Sciabola individuale femminile               |
| Bronzo   | Ryan Lochte | Nuoto            | 400 metri misti maschili                     |
| Bronzo   | Larsen Jensen | Nuoto            | 400 metri stile libero maschili              |
| Bronzo   | Katie Hoff | Nuoto            | 400 metri misti femminili                    |
| Bronzo   | Corey Cogdell | Tiro             | Trap femminile                               |
| Bronzo   | Peter Vanderkaay | Nuoto            | 200 metri stile libero maschili              |
| Bronzo   | Margaret Hoelzer | Nuoto            | 100 metri dorso femminili                    |
| Bronzo   | Alexander Artemev Raj Bhavsar Joe Hagerty Jonathan Horton Justin Spring Kevin Tan                                                         | Ginnastica       | Concorso a squadre maschile                  |
| Bronzo   | Natalie Coughlin | Nuoto            | 200 metri misti femminili                    |
| Bronzo   | Levi Leipheimer | Ciclismo         | Cronometro maschile                          |
| Bronzo   | Ronda Rousey | Judo             | 70 kg femminile                              |
| Bronzo   | Jason Lezak | Nuoto            | 100 metri stile libero maschili              |
| Bronzo   | Allison Schmitt Natalie Coughlin Caroline Burckle Katie Hoff Christine Marshall Kim Vandenberg Julia Smit                                 | Nuoto            | Staffetta 4x200 metri stile libero femminile |
| Bronzo   | Sada Jacobson Rebecca Ward Mariel Zagunis                                                                                                 | Scherma          | Sciabola a squadre femminile                 |
| Bronzo   | Adam Wheeler | Lotta            | Lotta greco-romana 96 kg maschile            |
| Bronzo   | Ryan Lochte | Nuoto            | 200 metri misti maschili                     |
| Bronzo   | Natalie Coughlin | Nuoto            | 100 metri stile libero femminili             |
| Bronzo   | Shalane Flanagan | Atletica leggera | 10000 metri femminili                        |
| Bronzo   | Bob Bryan Mike Bryan | Tennis           | Doppio maschile                              |
| Bronzo   | Walter Dix | Atletica leggera | 100 metri piani maschili                     |
| Bronzo   | Randi Miller | Lotta            | Lotta libera 63 kg femminile                 |
| Bronzo   | Josh Inman Bryan Volpenhein Daniel Walsh Steven Coppola Micah Boyd Wyatt Allen Beau Hoopman Matt Schnobrich Marcus McElhenney (timoniere) | Canottaggio      | Otto maschile                                |
| Bronzo   | Nastia Liukin | Ginnastica       | Corpo libero femminile                       |
| Bronzo   | Bershawn Jackson | Atletica leggera | 400 metri ostacoli maschili                  |
| Bronzo   | Sanya Richards | Atletica leggera | 400 metri piani femminili                    |
| Bronzo   | Walter Dix | Atletica leggera | 200 metri piani maschili                     |
| Bronzo   | Diana López | Taekwondo        | 57 kg femminile                              |
| Bronzo   | David Neville | Atletica leggera | 400 metri piani maschili                     |
| Bronzo   | David Oliver | Atletica leggera | 110 metri ostacoli maschili                  |
| Bronzo   | Beezie Madden | Equitazione      | Salto ostacoli individuale                   |
| Bronzo   | Jill Kintner | Ciclismo         | BMX femminile                                |
| Bronzo   | Donny Robinson | Ciclismo         | BMX maschile                                 |
| Bronzo   | Deontay Wilder | Pugilato         | Pesi supermassimi                            |
| Bronzo   | Steven López | Taekwondo        | 80 kg maschile                               |
| Bronzo   | Stati Uniti | Baseball         | Torneo maschile                              |

### Medaglie per disciplina
| Sport            | Oro | Argento | Bronzo | Totale |
| ---------------- | --- | ------- | ------ | ------ |
| Nuoto            | 12  | 9       | 10     | 31     |
| Atletica leggera | 7   | 9       | 7      | 23     |
| Ginnastica       | 2   | 6       | 2      | 10     |
| Tiro             | 2   | 2       | 2      | 6      |
| Pallacanestro    | 2   | 0       | 0      | 2      |
| Pallavolo        | 2   | 0       | 0      | 2      |
| Scherma          | 1   | 3       | 2      | 6      |
| Ciclismo         | 1   | 1       | 3      | 5      |
| Equitazione      | 1   | 1       | 1      | 3      |
| Canottaggio      | 1   | 1       | 1      | 3      |
| Beach volley     | 1   | 1       | 0      | 2      |
| Vela             | 1   | 1       | 0      | 2      |
| Lotta            | 1   | 0       | 2      | 3      |
| Tennis           | 1   | 0       | 1      | 2      |
| Calcio           | 1   | 0       | 0      | 1      |
| Pallanuoto       | 0   | 2       | 0      | 2      |
| Taekwondo        | 0   | 1       | 2      | 3      |
| Softball         | 0   | 1       | 0      | 1      |
| Baseball         | 0   | 0       | 1      | 1      |
| Pugilato         | 0   | 0       | 1      | 1      |
| Judo             | 0   | 0       | 1      | 1      |
| Totale           | 36  | 38      | 36     | 110    |

### Plurimedagliati
| Atleta             | Sport            | Oro | Argento | Bronzo | Totale |
| ------------------ | ---------------- | --- | ------- | ------ | ------ |
| Michael Phelps     | Nuoto            | 8   | 0       | 0      | 8      |
| Matt Grevers       | Nuoto            | 2   | 1       | 0      | 3      |
| Aaron Peirsol      | Nuoto            | 2   | 1       | 0      | 3      |
| Ryan Lochte        | Nuoto            | 2   | 0       | 2      | 4      |
| Jason Lezak        | Nuoto            | 2   | 0       | 1      | 3      |
| Garrett Weber-Gale | Nuoto            | 2   | 0       | 0      | 2      |
| LaShawn Merritt    | Atletica leggera | 2   | 0       | 0      | 2      |
| Angelo Taylor      | Atletica leggera | 2   | 0       | 0      | 2      |
| Nastia Liukin      | Ginnastica       | 1   | 3       | 1      | 5      |
| Shawn Johnson      | Ginnastica       | 1   | 3       | 0      | 4      |
| Natalie Coughlin   | Nuoto            | 1   | 2       | 3      | 6      |
| Rebecca Soni       | Nuoto            | 1   | 2       | 0      | 3      |
| Kerron Clement     | Atletica leggera | 1   | 1       | 0      | 2      |
| Allyson Felix      | Atletica leggera | 1   | 1       | 0      | 2      |
| Jeremy Wariner     | Atletica leggera | 1   | 1       | 0      | 2      |
| David Neville      | Atletica leggera | 1   | 0       | 1      | 2      |
| Sanya Richards     | Atletica leggera | 1   | 0       | 1      | 2      |
| Peter Vanderkaay   | Nuoto            | 1   | 0       | 1      | 2      |
| Mariel Zagunis     | Scherma          | 1   | 0       | 1      | 2      |
| Beezie Madden      | Equitazione      | 1   | 0       | 1      | 2      |
| Dara Torres        | Nuoto            | 0   | 3       | 0      | 3      |
| Margaret Hoelzer   | Nuoto            | 0   | 2       | 1      | 3      |
| Christine Magnuson | Nuoto            | 0   | 2       | 0      | 2      |
| Kara Lynn Joyce    | Nuoto            | 0   | 2       | 0      | 2      |
| Katie Hoff         | Nuoto            | 0   | 1       | 2      | 3      |
| Julia Smit         | Nuoto            | 0   | 1       | 1      | 2      |
| Jonathan Horton    | Nuoto            | 0   | 1       | 1      | 2      |
| Sada Jacobson      | Scherma          | 0   | 1       | 1      | 2      |
| Rebecca Ward       | Scherma          | 0   | 0       | 2      | 2      |
| Walter Dix         | Atletica leggera | 0   | 0       | 2      | 2      |

## Atletica leggera

### Gare maschili
| Gara              | Atleta                                                                                       | Batterie     | Batterie     | Quarti  | Quarti | Semifinali   | Semifinali   | Finale       | Finale  |
| Gara              | Atleta                                                                                       | Tempo        | Pos.         | Tempo   | Pos.   | Tempo        | Pos.         | Tempo        | Pos.    |
| ----------------- | -------------------------------------------------------------------------------------------- | ------------ | ------------ | ------- | ------ | ------------ | ------------ | ------------ | ------- |
| 100 m             | Walter Dix                                                                                   | 10"35        | 3            | 10"08   | 2      | 9"95         | 2            | 9"91         | Bronzo  |
| 100 m             | Tyson Gay                                                                                    | 10"22        | 1            | 10"09   | 2      | 10"05        | 5            |              |         |
| 100 m             | Darvis Patton                                                                                | 10"25        | 2            | 10"04   | 2      | 10"03        | 4            | 10"03        | 8       |
| 200 m             | Shawn Crawford                                                                               | 20"61        | 1            | 20"42   | 2      | 20"12        | 2            | 19"96        | Argento |
| 200 m             | Walter Dix                                                                                   | 20"77        | 2            | 20"27   | 2      | 20"19        | 3            | 19"98        | Bronzo  |
| 200 m             | Wallace Spearmon                                                                             | 20"46        | 1            | 20"39   | 2      | 20"14        | 3            | squalificato | -       |
| 400 m             | LaShawn Merritt                                                                              |              |              | 44"96   | 1      | 44"12        | 1            | 43"75        | Oro     |
| 400 m             | David Neville                                                                                |              |              | 45"22   | 2      | 44"91        | 2            | 44"80        | Bronzo  |
| 400 m             | Jeremy Wariner                                                                               |              |              | 45"23   | 1      | 44"15        | 1            | 44"74        | Argento |
| 800 m             | Christian Smith                                                                              |              |              | 1'48"20 | 4      |              |              |              |         |
| 800 m             | Nick Symmonds                                                                                |              |              | 1'46"01 | 1      | 1'46"96      | 5            |              |         |
| 800 m             | Andrew Wheating                                                                              |              |              | 1'47"05 | 4      |              |              |              |         |
| 1500 m            | Bernard Lagat                                                                                |              |              | 3'41"98 | 4      | 3'37"79      | 6            |              |         |
| 1500 m            | Lopez Lomong                                                                                 |              |              | 3'36"70 | 5      | 3'41"00      | 12           |              |         |
| 1500 m            | Leonel Manzano                                                                               |              |              | 3'36"67 | 6      | 3'50"33      | 12           |              |         |
| 5000 m            | Ian Dobson                                                                                   |              |              |         |        | 14'05"47     | 9            |              |         |
| 5000 m            | Bernard Lagat                                                                                |              |              |         |        | 13'39"70     | 1            | 13'26"89     | 9       |
| 5000 m            | Matt Tegenkamp                                                                               |              |              |         |        | 13'37"36     | 1            | 13'33"13     | 13      |
| 110 m ostacoli    | David Oliver                                                                                 | 13"30        | 1            | 13"16   | 1      | 13"31        | 1            | 13"18        | Bronzo  |
| 110 m ostacoli    | David Payne                                                                                  | 13"42        | 1            | 13"24   | 1      | 13"21        | 2            | 13"17        | Argento |
| 110 m ostacoli    | Terrence Trammell                                                                            | non concluso | non concluso |         |        |              |              |              |         |
| 400 m ostacoli    | Kerron Clement                                                                               |              |              | 49"42   | 1      | 48"27        | 1            | 47"98        | Argento |
| 400 m ostacoli    | Bershawn Jackson                                                                             |              |              | 49"20   | 1      | 48"02        | 2            | 48"06        | Bronzo  |
| 400 m ostacoli    | Angelo Taylor                                                                                |              |              | 48"67   | 1      | 47"94        | 1            | 47"25        | Oro     |
| 3000 siepi        | Anthony Famiglietti                                                                          |              |              |         |        | 8'17"34      | 3            | 8'31"21      | 13      |
| 3000 siepi        | Josh McAdams                                                                                 |              |              |         |        | 8'33"26      | 9            |              |         |
| 3000 siepi        | William Nelson                                                                               |              |              |         |        | 8'36"66      | 11           |              |         |
| Staffetta 4x100 m | Rodney Martin Travis Padgett Darvis Patton Tyson Gay                                         |              |              |         |        | non concluso | non concluso |              |         |
| Staffetta 4x400 m | LaShawn Merritt David Neville Kerron Clement Jeremy Wariner Angelo Taylor Reggie Witherspoon |              |              |         |        | 2'59"98      | 1            | 2'55"39      | Oro     |

| Gara         | Atleta            | Tempo     | Posizione |
| ------------ | ----------------- | --------- | --------- |
| 10000 m      | Abdi Abdirahman   | 27'52"53  | 15        |
| 10000 m      | Galen Rupp        | 27'36"99  | 13        |
| 10000 m      | Jorge Torres      | 28'13"93  | 25        |
| Maratona     | Ryan Hall         | 2h 12'33" | 10        |
| Maratona     | Dathan Ritzenhein | 2h 11'59" | 9         |
| Maratona     | Brian Sell        | 2h 16'07" | 22        |
| Marcia 20 km | Kevin Eastler     | 1h 28'44" | 43        |
| Marcia 50 km | Philip Dunn       | 4h 08'32" | 39        |

| Gara                   | Atleta             | Qualificazioni | Qualificazioni | Finale         | Finale  |
| Gara                   | Atleta             | Misura         | Pos.           | Misura         | Pos.    |
| ---------------------- | ------------------ | -------------- | -------------- | -------------- | ------- |
| Salto in alto          | Dusty Jonas        | 2,20 m         | 26             |                |         |
| Salto in alto          | Andra Manson       | 2,25 m         | 13             |                |         |
| Salto in alto          | Jesse Williams     | 2,25 m         | 19             |                |         |
| Salto con l'asta       | Jeff Hartwig       | 5,55 m         | 10             |                |         |
| Salto con l'asta       | Derek Miles        | 5,65 m         | 3              | 5,70 m         | 4       |
| Salto con l'asta       | Brad Walker        | nessuna misura | -              |                |         |
| Salto in lungo         | Brian Johnson      | 7,79 m         | 22             |                |         |
| Salto in lungo         | Miguel Pate        | 7,34 m         | 38             |                |         |
| Salto in lungo         | Trevell Quinley    | 7,87 m         | 19             |                |         |
| Salto triplo           | Kenta Bell         | 16,55 m        | 25             |                |         |
| Salto triplo           | Rafeeq Curry       | 16,88 m        | 18             |                |         |
| Salto triplo           | Aarik Wilson       | 15,97 m        | 33             |                |         |
| Getto del peso         | Christian Cantwell | 20,48 m        | 2              | 21,09 m        | Argento |
| Getto del peso         | Reese Hoffa        | 20,41 m        | 4              | 20,53 m        | 7       |
| Getto del peso         | Adam Nelson        | 20,56 m        | 1              | nessuna misura | -       |
| Lancio del disco       | Casey Malone       | 61,26 m        | 19             |                |         |
| Lancio del disco       | Michael Robertson  | 61,64 m        | 16             |                |         |
| Lancio del disco       | Ian Waltz          | 60,06 m        | 25             |                |         |
| Lancio del martello    | A.G. Kruger        | 71,21 m        | 27             |                |         |
| Lancio del giavellotto | Breaux Greer       | 73,68 m        | 22             |                |         |
| Lancio del giavellotto | Mike Hazle         | 72,75 m        | 25             |                |         |
| Lancio del giavellotto | Leigh Smith        | 76,55 m        | 18             |                |         |

| Prova                  | Bryan Clay | Bryan Clay | Bryan Clay | Trey Hardee    | Trey Hardee  | Trey Hardee  | Tom Pappas  | Tom Pappas   | Tom Pappas   |
| Prova                  | Risultato  | Punti      | Pos.       | Risultato      | Punti        | Pos.         | Risultato   | Punti        | Pos.         |
| ---------------------- | ---------- | ---------- | ---------- | -------------- | ------------ | ------------ | ----------- | ------------ | ------------ |
| 100 metri              | 10"44      | 989        | 1          | 10"52          | 970          | 2            | 11"12       | 834          | 19           |
| Salto in lungo         | 7,78 m     | 1005       | 1          | 7,72 m         | 990          | 2            | 7,41 m      | 913          | 7            |
| Getto del peso         | 16,27 m    | 868        | 2          | 13,49 m        | 697          | 30           | non partito | non partito  | non partito  |
| Salto in alto          | 1,99 m     | 794        | 11         | 2,05 m         | 850          | 6            | non partito | non partito  | non partito  |
| 400 metri              | 48"92      | 865        | 10         | 37"75          | 921          | 4            | non partito | non partito  | non partito  |
| 110 metri ostacoli     | 13"94      | 984        | 1          | 14"20          | 949          | 5            | non partito | non partito  | non partito  |
| Lancio del disco       | 53,79 m    | 950        | 1          | 44,35 m        | 737          | 8            | non partito | non partito  | non partito  |
| Salto con l'asta       | 5,00 m     | 910        | 3          | nessuna misura | 0            | -            | non partito | non partito  | non partito  |
| Lancio del giavellotto | 70,97 m    | 904        | 3          | non partito    | non partito  | non partito  | non partito | non partito  | non partito  |
| 1500 metri             | 5'06"59    | 522        | 13         | non partito    | non partito  | non partito  | non partito | non partito  | non partito  |
| Totale                 |            | 8791       | Oro        |                | non concluso | non concluso |             | non concluso | non concluso |

### Gare femminili
| Gara              | Atleta                                                                        | Batterie | Batterie | Quarti       | Quarti       | Semifinali   | Semifinali   | Finale   | Finale  |
| Gara              | Atleta                                                                        | Tempo    | Pos.     | Tempo        | Pos.         | Tempo        | Pos.         | Tempo    | Pos.    |
| ----------------- | ----------------------------------------------------------------------------- | -------- | -------- | ------------ | ------------ | ------------ | ------------ | -------- | ------- |
| 100 m             | Torri Edwards                                                                 | 11"26    | 1        | 11"31        | 1            | 11"18        | 2            | 11"20    | 8       |
| 100 m             | Muna Lee                                                                      | 11"33    | 1        | 11"08        | 2            | 11"06        | 2            | 11"07    | 5       |
| 100 m             | Lauryn Williams                                                               | 11"38    | 2        | 11"07        | 2            | 11"10        | 3            | 11"03    | 4       |
| 200 m             | Allyson Felix                                                                 | 23"02    | 1        | 22"74        | 2            | 22"33        | 1            | 21"93    | Argento |
| 200 m             | Marshevet Hooker                                                              | 23"07    | 1        | 22"76        | 3            | 22"50        | 2            | 22"34    | 5       |
| 200 m             | Muna Lee                                                                      | 22"71    | 1        | 22"83        | 2            | 22"29        | 3            | 22"01    | 4       |
| 400 m             | Sanya Richards                                                                |          |          | 50"54        | 1            | 49"90        | 1            | 49"93    | Bronzo  |
| 400 m             | DeeDee Trotter                                                                |          |          | 51"41        | 4            | 51"87        | 7            |          |         |
| 400 m             | Mary Wineberg                                                                 |          |          | 51"46        | 2            | 51"13        | 5            |          |         |
| 800 m             | Hazel Clark                                                                   |          |          | 2'01"59      | 5            |              |              |          |         |
| 800 m             | Alice Schmidt                                                                 |          |          | 2'02"33      | 6            |              |              |          |         |
| 800 m             | Nicole Teter                                                                  |          |          | non concluso | non concluso |              |              |          |         |
| 1500 m            | Erin Donohue                                                                  |          |          |              |              | 4'16"05      | 8            |          |         |
| 1500 m            | Shannon Rowbury                                                               |          |          |              |              | 4'03"89      | 4            | 4'03"58  | 7       |
| 1500 m            | Christin Wurth-Thomas                                                         |          |          |              |              | 4'09"70      | 8            |          |         |
| 5000 m            | Shalane Flanagan                                                              |          |          |              |              | 14'59"69     | 6            | 15'50"80 | 10      |
| 5000 m            | Kara Goucher                                                                  |          |          |              |              | 15'00"98     | 7            | 15'49"39 | 9       |
| 5000 m            | Jennifer Rhines                                                               |          |          |              |              | 15'15"12     | 6            | 16'34"63 | 14      |
| 100 m ostacoli    | Damu Cherry                                                                   |          |          | 12"92        | 3            | 12"62        | 1            | 12"65    | 4       |
| 100 m ostacoli    | Dawn Harper                                                                   |          |          | 12"73        | 2            | 12"66        | 2            | 12"54    | Oro     |
| 100 m ostacoli    | Lolo Jones                                                                    |          |          | 12"71        | 1            | 12"43        | 1            | 12"72    | 7       |
| 400 m ostacoli    | Queen Harrison                                                                |          |          | 55"96        | 4            | 55"88        | 7            |          |         |
| 400 m ostacoli    | Sheena Tosta                                                                  |          |          | 56"12        | 5            | 54"07        | 1            | 53"70    | Argento |
| 400 m ostacoli    | Tiffany Williams                                                              |          |          | 55"51        | 1            | 54"99        | 3            | 57"55    | 8       |
| 3000 siepi        | Lindsey Anderson                                                              |          |          |              |              | 9'36"81      | 8            |          |         |
| 3000 siepi        | Jennifer Barringer                                                            |          |          |              |              | 9'29"20      | 3            | 9'22"26  | 9       |
| 3000 siepi        | Anna Willard                                                                  |          |          |              |              | 9'28"52      | 6            | 9'25"63  | 10      |
| Staffetta 4x100 m | Angela Williams Mechelle Lewis Torri Edwards Lauryn Williams                  |          |          |              |              | squalificate | squalificate |          |         |
| Staffetta 4x400 m | Allyson Felix Natasha Hastings Monique Henderson Sanya Richards Mary Wineberg |          |          |              |              | 3'33"45      | 1            | 3'18"54  | Oro     |

| Gara         | Atleta                | Tempo        | Posizione    |
| ------------ | --------------------- | ------------ | ------------ |
| 10000 m      | Amy Yoder Begley      | 32'38"28     | 26           |
| 10000 m      | Shalane Flanagan      | 30'22"22     | Bronzo       |
| 10000 m      | Kara Goucher          | 30'55"16     | 10           |
| Maratona     | Deena Kastor          | non concluso | non concluso |
| Maratona     | Magdalena Lewy Boulet | non concluso | non concluso |
| Maratona     | Blake Russell         | 2h 33'13"    | 27           |
| Marcia 20 km | Joanne Dow            | 1h 34'15"    | 31           |

| Gara                   | Atleta                  | Qualificazioni | Qualificazioni | Finale  | Finale  |
| Gara                   | Atleta                  | Misura         | Pos.           | Misura  | Pos.    |
| ---------------------- | ----------------------- | -------------- | -------------- | ------- | ------- |
| Salto in alto          | Amy Acuff               | 1,89 m         | 19             |         |         |
| Salto in alto          | Sharon Day              | 1,85 m         | 24             |         |         |
| Salto in alto          | Chaunte Howard          | 1,93 m         | 8              | 1,99 m  | 6       |
| Salto con l'asta       | Erica Bartolina         | nessuna misura | -              |         |         |
| Salto con l'asta       | April Steiner Bennett   | 4,50 m         | 6              | 4,55 m  | 8       |
| Salto con l'asta       | Jennifer Stuczynski     | 4,50 m         | 2              | 4,80 m  | Argento |
| Salto in lungo         | Funmi Jimoh             | 6,61 m         | 9              | 6,29 m  | 12      |
| Salto in lungo         | Brittney Reese          | 6,87 m         | 1              | 6,76 m  | 5       |
| Salto in lungo         | Grace Upshaw            | 6,68 m         | 6              | 6,58 m  | 8       |
| Salto triplo           | Shani Marks             | 13,44 m        | 28             |         |         |
| Salto triplo           | Erica McLain            | 13,52 m        | 26             |         |         |
| Getto del peso         | Jillian Camarena        | 18,51 m        | 12             | 18,24 m | 12      |
| Getto del peso         | Michelle Carter         | 18,49 m        | 13             | 17,74 m | 15      |
| Getto del peso         | Kristin Heaston         | 17,34 m        | 23             |         |         |
| Lancio del disco       | Suzy Powell-Roos        | 58,02 m        | 26             |         |         |
| Lancio del disco       | Aretha Thurmond         | 61,90 m        | 6              | 59,80 m | 10      |
| Lancio del disco       | Stephanie Brown Trafton | 62,77 m        | 1              | 64,74 m | Oro     |
| Lancio del martello    | Amber Campbell          | 67,86 m        | 21             |         |         |
| Lancio del martello    | Jessica Cosby           | nessuna misura | -              |         |         |
| Lancio del martello    | Loree Smith             | 63,60 m        | 39             |         |         |
| Lancio del giavellotto | Kim Kreiner             | 55,13 m        | 38             |         |         |
| Lancio del giavellotto | Kara Patterson          | 54,39 m        | 41             |         |         |

| Prova                  | Hyleas Fountain | Hyleas Fountain | Hyleas Fountain | Jacquelyn Johnson | Jacquelyn Johnson | Jacquelyn Johnson | Diana Pickler | Diana Pickler | Diana Pickler |
| Prova                  | Risultato       | Punti           | Pos.            | Risultato         | Punti             | Pos.              | Risultato     | Punti         | Pos.          |
| ---------------------- | --------------- | --------------- | --------------- | ----------------- | ----------------- | ----------------- | ------------- | ------------- | ------------- |
| 100 metri ostacoli     | 12"78           | 1158            | 1               | 13"22             | 1091              | 5                 | 14"28         | 939           | 36            |
| Salto in alto          | 1,89 m          | 1093            | 1               | 1,77 m            | 941               | 12                | non partita   | non partita   | non partita   |
| Getto del peso         | 13,36 m         | 751             | 18              | 11,82 m           | 649               | 35                | non partita   | non partita   | non partita   |
| 200 metri              | 23"21           | 1058            | 1               | 24"74             | 911               | 6                 | non partita   | non partita   | non partita   |
| Salto in lungo         | 6,38 m          | 1058            | 7               | 5,88 m            | 911               | 30                | non partita   | non partita   | non partita   |
| Lancio del giavellotto | 41,93 m         | 704             | 24              | non partita       | non partita       | non partita       | non partita   | non partita   | non partita   |
| 800 metri              | 2'15"45         | 886             | 19              | non partita       | non partita       | non partita       | non partita   | non partita   | non partita   |
| Totale                 |                 | 6619            | Argento         |                   | non concluso      | -                 |               | non concluso  | -             |

## Badminton
| Gara              | Atleta                       | Turno 1                                | Sedicesimi                                          | Ottavi                                | Quarti | Semifinali | Finale |
| ----------------- | ---------------------------- | -------------------------------------- | --------------------------------------------------- | ------------------------------------- | ------ | ---------- | ------ |
| Singolo maschile  | Raju Rai                     | bye                                    | Ville Lång (Finlandia) 9-21, 16-21                  |                                       |        |            |        |
| Doppio maschile   | Howard Bach Khan Malaythong  |                                        | Chris Dednam Roelof Dednam (Sudafrica) 21-10, 21-16 | Cai Yun Fu Haifeng (Cina) 9-21, 10-21 |        |            |        |
| Singolo femminile | Eva Lee                      | Anna Rice (Canada) 15-21, 21-19, 19-21 |                                                     |                                       |        |            |        |
| Doppio femminile  | Mesinee Mangkalakiri Eva Lee |                                        | Jiang Yanmei Li Yujia (Singapore) 12-21, 12-21      |                                       |        |            |        |

## Baseball
La nazionale statunitense si è qualificata vincendo il torneo americano di qualificazione.

### Squadra
La squadra era formata da:
- Brett Anderson (lanciatore)
- Blaine Neal (lanciatore)
- Matt Brown (interno)
- Nate Schierholtz (esterno)
- Jeremy Cummings (lanciatore)
- Michael Koplove (lanciatore)
- Terry Tiffee (interno)
- Kevin Jepsen (lanciatore)
- Brian Duensing (lanciatore)
- Dexter Fowler (esterno)
- Brandon Knight (lanciatore)
- Mike Hessman (interno)
- Casey Weathers (lanciatore)
- Jason Donald (interno)
- Jayson Nix (interno)
- Taylor Teagarden (ricevitore)
- Stephen Strasburg (lanciatore)
- Jake Arrieta (lanciatore)
- Lou Marson (ricevitore)
- Matt LaPorta (esterno)
- Trevor Cahill (lanciatore)
- Brian Barden (interno)
- John Gall (esterno)
- Jeff Stevens (lanciatore)

### Prima fase
| Data      | Ora locale | Partita       | Partita         | Partita       |
| --------- | ---------- | ------------- | --------------- | ------------- |
| 13 agosto | 18.00      | Corea del Sud | 8-7             | Stati Uniti   |
| 14 agosto | 10.30      | Paesi Bassi   | 0-7 (8 inning)  | Stati Uniti   |
| 15 agosto | 11.30      | Stati Uniti   | 4-5 (11 inning) | Cuba          |
| 16 agosto | 10.30      | Stati Uniti   | 5-4             | Canada        |
| 18 agosto | 19.00      | Stati Uniti   | 9-1             | Cina          |
| 19 agosto | 19.00      | Stati Uniti   | 4-2             | Taipei cinese |
| 20 agosto | 19.00      | Giappone      | 2-4             | Stati Uniti   |

|  | Qualificate alle semifinali |
|  | Eliminate                   |

| Squadra       | Gioc | Vinte | Perse | Pt.fat | Pt.sub | Perc  |
| ------------- | ---- | ----- | ----- | ------ | ------ | ----- |
| Corea del Sud | 7    | 7     | 0     | 41     | 22     | 1.000 |
| Cuba          | 7    | 6     | 1     | 52     | 23     | .857  |
| Stati Uniti   | 7    | 5     | 2     | 40     | 22     | .714  |
| Giappone      | 7    | 4     | 3     | 36     | 14     | .571  |
| Taipei cinese | 7    | 2     | 5     | 29     | 33     | .286  |
| Canada        | 7    | 2     | 5     | 29     | 20     | .286  |
| Paesi Bassi   | 7    | 1     | 6     | 9      | 50     | .143  |
| Cina          | 7    | 1     | 6     | 14     | 60     | .143  |

### Seconda fase
| Data                 | Ora locale | Partita    | Partita                                            | Partita     |            |
| Semifinale           | Semifinale | Semifinale | Semifinale                                         | Semifinale  | Semifinale |
| -------------------- | ---------- | ---------- | -------------------------------------------------- | ----------- | ---------- |
| 22 agosto            | 18.00      | Cuba       | 10-2 (0-0, 0-0, 2-0, 1-1, 0-1, 1-0, 0-0, 6-0, X-0) | Stati Uniti |            |
| Finale per il bronzo |            |            |                                                    |             |            |
| 23 agosto            | 10.30      | Giappone   | 4-8 (1-0, 0-1, 3-3, 0-0, 0-4, 0-0, 0-0, 0-0, 0-X)  | Stati Uniti |            |

## Beach volley

### Torneo maschile
Nel torneo maschile gli Stati Uniti sono stati rappresentati da due coppie: la prima formata da Phil Dalhausser e Todd Rogers, la seconda da Jake Gibb e Sean Rosenthal.

#### Prima fase
Gruppo B
| 9 agosto  | 21.00 | Rogers - Dalhausser | 0-2 (19-21, 18-21) | Samoilovs - Pļaviņš | Beach Volleyball Ground |
| 11 agosto | 22:00 | Rogers - Dalhausser | 2-0 (21-15, 21-10) | Heyer - Heuscher    | Beach Volleyball Ground |
| 13 agosto | 09:00 | Rogers - Dalhausser | 2-0 (21-12, 21-13) | Conde - Baracetti   | Beach Volleyball Ground |

| posiz | squadra                           | G | W | P | Sv | Sp | Pf  | Ps  | Pts |
| ----- | --------------------------------- | - | - | - | -- | -- | --- | --- | --- |
| 1     | Samoilovs - Pļaviņš (Lettonia)    | 3 | 2 | 1 | 4  | 3  | 139 | 134 | 5   |
| 2     | Rogers - Dalhausser (Stati Uniti) | 3 | 2 | 1 | 4  | 2  | 121 | 92  | 5   |
| 3     | Heyer - Heuscher (Svizzera)       | 3 | 1 | 2 | 3  | 4  | 120 | 129 | 4   |
| 4     | Conde - Baracetti (Argentina)     | 3 | 1 | 2 | 2  | 4  | 99  | 124 | 4   |

Gruppo F
| 10 agosto | 21.00 | Gibb - Rosenthal      | 2-0 (21-16, 21-15)        | Boersma E. - Ronnes | Beach Volleyball Ground |
| 12 agosto | 22:00 | Brink - Dieckmann Ch. | 0-2 (15-21, 13-21)        | Gibb - Rosenthal    | Beach Volleyball Ground |
| 14 agosto | 19:00 | Gibb - Rosenthal      | 2-1 (21-15, 19-21, 18-16) | Asahi - Shiratori   | Beach Volleyball Ground |

| posiz | squadra                           | G | W | P | Sv | Sp | Pf  | Ps  | Pts |
| ----- | --------------------------------- | - | - | - | -- | -- | --- | --- | --- |
| 1     | Gibb - Rosenthal (Stati Uniti)    | 3 | 3 | 0 | 6  | 1  | 142 | 111 | 6   |
| 2     | Asahi - Shiratori (Giappone)      | 3 | 1 | 2 | 3  | 5  | 147 | 151 | 4   |
| 3     | Boersma E. - Ronnes (Paesi Bassi) | 3 | 1 | 2 | 3  | 4  | 125 | 137 | 4   |
| 4     | Brink - Dieckmann Ch. (Germania)  | 3 | 1 | 2 | 2  | 4  | 106 | 121 | 4   |

#### Seconda fase
| Ottavi di finale | Ottavi di finale | Ottavi di finale     | Ottavi di finale          | Ottavi di finale    | Ottavi di finale        |
| ---------------- | ---------------- | -------------------- | ------------------------- | ------------------- | ----------------------- |
| 16 agosto        | 09.00            | Laciga M. - Schnider | 1-2 (16-21, 23-21, 13-15) | Rogers - Dalhausser | Beach Volleyball Ground |
| 16 agosto        | 20.00            | Herrera - Mesa       | 0-2 (24-26, 17-21)        | Gibb - Rosenthal    | Beach Volleyball Ground |
| Quarti di finale |                  |                      |                           |                     |                         |
| 18 agosto        | 10.00            | Klemperer - Koreng   | 0-2 (13-21, 23-25)        | Rogers - Dalhausser | Beach Volleyball Ground |
| 18 agosto        | 21.00            | Ricardo-Emanuel      | 2-0 (21-18, 21-16)        | Gibb - Rosenthal    | Beach Volleyball Ground |
| Semifinali       |                  |                      |                           |                     |                         |
| 20 agosto        | 09.00            | Rogers - Dalhausser  | 2-0 (21-11, 21-13)        | Geor - Gia          | Beach Volleyball Ground |
| Finale           |                  |                      |                           |                     |                         |
| 22/08/2008       | 11.00            | Rogers - Dalhausser  | 2-1 (23-21, 17-21, 15-4)  | M. Araujo - F. Luiz | Beach Volleyball Ground |

### Torneo femminile
Nel torneo maschile gli Stati Uniti sono stati rappresentati da due coppie: la prima formata da Misty May-Treanor e Kerri Walsh, la seconda da Nicole Branagh e Elaine Youngs.

#### Prima fase
Gruppo B
| 10 agosto | 09.00 | Walsh - May-Treanor | 2-0 (21-12, 21-15) | Teru Saiki - Kusuhara      | Beach Volleyball Ground |
| 12 agosto | 09:00 | Walsh - May-Treanor | 2-0 (21-15, 21-16) | F. Grasset - Larrea Peraza | Beach Volleyball Ground |
| 14 agosto | 09:00 | Walsh - May-Treanor | 2-0 (21-12, 21-15) | Hakedal - Torlen           | Beach Volleyball Ground |

| posiz | squadra                           | G | W | P | Sv | Sp | Pf  | Ps  | Pts |
| ----- | --------------------------------- | - | - | - | -- | -- | --- | --- | --- |
| 1     | Walsh - May-Treanor (Stati Uniti) | 3 | 3 | 0 | 6  | 0  | 126 | 85  | 6   |
| 2     | F. Grasset - Larrea Peraza (Cuba) | 3 | 2 | 1 | 4  | 2  | 116 | 116 | 5   |
| 3     | Hakedal - Torlen (Norvegia)       | 3 | 1 | 2 | 2  | 4  | 108 | 111 | 4   |
| 4     | Teru Saiki - Kusuhara (Giappone)  | 3 | 0 | 3 | 0  | 6  | 88  | 126 | 3   |

Gruppo E
| 9 agosto  | 18.00 | Branagh - Youngs | 2-0 (21-19, 27-25)        | Kadijk R. - Mooren          | Beach Volleyball Ground |
| 11 agosto | 18:00 | Branagh - Youngs | 2-0 (21-17, 21-16)        | Pohl - Rau                  | Beach Volleyball Ground |
| 13 agosto | 22:00 | Branagh - Youngs | 2-1 (21-19, 13-21, 15-12) | Esteves Ribalta - M. Crespo | Beach Volleyball Ground |

| posiz | squadra                            | G | W | P | Sv | Sp | Pf  | Ps  | Pts |
| ----- | ---------------------------------- | - | - | - | -- | -- | --- | --- | --- |
| 1     | Branagh - Youngs (Stati Uniti)     | 3 | 3 | 0 | 6  | 1  | 139 | 129 | 6   |
| 2     | Pohl - Rau (Germania)              | 3 | 2 | 1 | 4  | 2  | 117 | 115 | 5   |
| 3     | Esteves Ribalta - M. Crespo (Cuba) | 3 | 1 | 2 | 3  | 4  | 130 | 117 | 4   |
| 4     | Kadijk R. - Mooren (Paesi Bassi)   | 3 | 0 | 3 | 0  | 6  | 107 | 132 | 3   |

#### Seconda fase
| Ottavi di finale | Ottavi di finale | Ottavi di finale    | Ottavi di finale   | Ottavi di finale           | Ottavi di finale        |
| ---------------- | ---------------- | ------------------- | ------------------ | -------------------------- | ----------------------- |
| 15 agosto        | 09.00            | Van Breedam - Mouha | 0-2 (22-24, 10-21) | Walsh - May-Treanor        | Beach Volleyball Ground |
| 15 agosto        | 10.00            | Branagh - Youngs    | 2-0 (21-15, 21-13) | F. Grasset - Larrea Peraza | Beach Volleyball Ground |
| Quarti di finale |                  |                     |                    |                            |                         |
| 17 agosto        | 10.00            | Larissa - Ana Paula | 0-2 (18-21, 15-21) | Walsh - May-Treanor        | Beach Volleyball Ground |
| 17 agosto        | 20.00            | Branagh - Youngs    | 0-2 (17-21, 13-21) | Xue - Zhang Xi             | Beach Volleyball Ground |
| Semifinali       |                  |                     |                    |                            |                         |
| 19 agosto        | 09.00            | Talita - Renata     | 0-2 (12-21, 14-21) | Walsh - May-Treanor        | Beach Volleyball Ground |
| Finale           |                  |                     |                    |                            |                         |
| 21 agosto        | 09.00            | Tian Jia - Wang     | 0-2 (18-21, 18-21) | Walsh - May-Treanor        | Beach Volleyball Ground |

## Calcio

### Torneo maschile

#### Squadra
Allenatore:  Piotr Nowak
| N. | Pos. | Giocatore               | Data nascita (età)    | Pres. | Reti | Squadra                |
| -- | ---- | ----------------------- | --------------------- | ----- | ---- | ---------------------- |
| 1  | P    | Chris Seitz             | 12 marzo 1987 (21)    |       |      | Real Salt Lake         |
| 2  | D    | Marvell Wynne           | 8 maggio 1986 (22)    |       |      | Toronto                |
| 3  | D    | Michael Orozco          | 7 febbraio 1986 (22)  |       |      | San Luis               |
| 4  | C    | Michael Sheehan Bradley | 31 luglio 1987 (21)   |       |      | Heerenveen             |
| 5  | C    | Dax McCarty             | 7 agosto 1988 (20)    |       |      | Dallas                 |
| 6  | C    | Maurice Edu             | 18 aprile 1986 (22)   |       |      | Toronto                |
| 7  | C    | Stuart Holden           | 1º agosto 1985 (23)   |       |      | Houston Dynamo         |
| 8  | C    | Danny Szetela           | 7 giugno 1987 (21)    |       |      | Brescia                |
| 9  | A    | Charlie Davies          | 25 giugno 1986 (22)   |       |      | Hammarby               |
| 10 | C    | Benny Feilhaber         | 19 gennaio 1985 (23)  |       |      | Derby County           |
| 11 | A    | Freddy Adu              | 2 giugno 1989 (19)    |       |      | Monaco                 |
| 12 | A    | Jozy Altidore           | 8 novembre 1989 (19)  |       |      | Villarreal             |
| 13 | D    | Patrick Ianni           | 15 giugno 1985 (23)   |       |      | Houston Dynamo         |
| 14 | C    | Robbie Rogers           | 12 maggio 1987 (21)   |       |      | Columbus Crew          |
| 15 | D    | Michael Parkhurst       | 24 gennaio 1984 (24)  |       |      | New England Revolution |
| 16 | C    | Sacha Kljestan          | 9 settembre 1985 (22) |       |      | Chivas USA             |
| 17 | A    | Brian McBride           | 19 giugno 1972 (36)   |       |      | Chicago Fire           |
| 18 | P    | Brad Guzan              | 9 settembre 1984 (23) |       |      | Aston Villa            |

#### Prima fase
| Arbitro: | Diatta |

|  |           |            |
|  | Marcatori | 47’ Holden |

| Arbitro: | Hester |

|                           |           |                     |
| Kljestan 64’ Altidore 72’ | Marcatori | 16’ Babel 93’ Sibon |

| Arbitro: | Stark |

|                      |           |                     |
| Isaac 39’ Obinna 79’ | Marcatori | 88’ (rig.) Kljestan |

### Torneo femminile

#### Squadra
Allenatore:  Pia Sundhage
| N. | Pos. | Giocatore                   | Data nascita (età)     | Pres. | Reti | Squadra                               |
| -- | ---- | --------------------------- | ---------------------- | ----- | ---- | ------------------------------------- |
| 1  | P    | Hope Solo                   | 30 luglio 1981 (27)    |       |      | University of Washington              |
| 2  | D    | Heather Mitts               | 9 giugno 1978 (30)     |       |      | University of Florida                 |
| 3  | D    | Christie Rampone (capitano) | 24 giugno 1975 (33)    |       |      | Monmouth University                   |
| 4  | D    | Rachel Buehler              | 8 giugno 1985 (23)     |       |      | Stanford University                   |
| 5  | C    | Lindsay Tarpley             | 22 settembre 1983 (24) |       |      | North Carolina Tar Heels              |
| 6  | A    | Natasha Kai                 | 22 maggio 1983 (25)    |       |      | Hawaii Rainbow Warriors               |
| 7  | C    | Shannon Boxx                | 27 giugno 1977 (31)    |       |      | University of Notre Dame              |
| 8  | A    | Amy Rodriguez               | 17 febbraio 1987 (21)  |       |      | University of Southern California     |
| 9  | C    | Heather O'Reilly            | 2 gennaio 1985 (23)    |       |      | North Carolina Tar Heels              |
| 10 | C    | Aly Wagner                  | 10 agosto 1980 (27)    |       |      | Santa Clara University                |
| 11 | C    | Carli Lloyd                 | 16 luglio 1982 (26)    |       |      | Rutgers University                    |
| 12 | A    | Lauren Cheney               | 30 settembre 1987 (20) |       |      | University of California, Los Angeles |
| 13 | C    | Tobin Heath                 | 29 maggio 1988 (20)    |       |      | North Carolina Tar Heels              |
| 14 | D    | Stephanie Cox               | 3 aprile 1986 (22)     |       |      | University of Portland                |
| 15 | D    | Kate Markgraf               | 23 agosto 1976 (31)    |       |      | University of Notre Dame              |
| 16 | C    | Angela Hucles               | 5 luglio 1978 (30)     |       |      | University of Virginia                |
| 17 | D    | Lori Chalupny               | 29 gennaio 1984 (24)   |       |      | North Carolina Tar Heels              |
| 18 | P    | Nicole Barnhart             | 10 ottobre 1981 (26)   |       |      | Stanford University                   |

#### Prima fase
| Arbitro: | Petignat |

|                          |           |  |
| Larsen Kaurin 2’ Wiik 4’ | Marcatori |  |

| Arbitro: | Kamnueng |

|           |           |  |
| Lloyd 27’ | Marcatori |  |

| Arbitro: | Damková |

|                                                  |           |  |
| O'Reilly 1’ Rodriguez 43’ Tarpley 56’ Hucles 60’ | Marcatori |  |

| Squadra       | P.ti | G | V | N | P | GF | GS | DR |
| ------------- | ---- | - | - | - | - | -- | -- | -- |
| Stati Uniti   | 6    | 3 | 2 | 0 | 1 | 5  | 2  | +3 |
| Norvegia      | 6    | 3 | 2 | 0 | 1 | 4  | 5  | -1 |
| Giappone      | 4    | 3 | 1 | 1 | 1 | 7  | 4  | +3 |
| Nuova Zelanda | 1    | 3 | 0 | 1 | 2 | 2  | 7  | -5 |

#### Seconda fase
Quarti di finale
| Arbitro: | Palmqvist |

|                     |           |              |
| Hucles 12’ Kai 101’ | Marcatori | 30’ Sinclair |

Semifinale
| Arbitro: | Petignat |

|                     |           |                                           |
| Ōno 17’ Arakawa 93’ | Marcatori | 41’, 81’ Hucles 44’ Chalupny 71’ O'Reilly |

Finale
| Arbitro: | Damková |

| |            | |
| | Marcatori  | Lloyd 96’ |
| · Bárbara · 104’ Simone · Tania · Renata Costa · Maycon · 77’ Daniela · 105+1’ Formiga · Ester · Marta · Cristiane · 107’ Erika · A disposizione: · Andréia · Andréia Rosa · 105+1’ Francielle · Pretinha · 77’ Fabiana · Maurine · 104’ 106’ Rosana | Formazioni | · Solo · Mitts 37’ · Rampone · Tarpley 71’ · Boxx · Rodriguez 120’ · O'Reilly 101’ · Lloyd · Markgraf · Hucles · Chalupny · A disposizione: · Barnhart · Buehler · Kai 101’ 114’ · Wagner · Cheney 71’ · Heath · Cox 120’ |
| Barcellos | Allenatori | Sundhage |

## Canoa/kayak
| Gara               | Atleta         | Batterie | Batterie | Semifinali | Semifinali | Finale | Finale |
| Gara               | Atleta         | Tempo    | Pos.     | Tempo      | Pos.       | Tempo  | Pos.   |
| ------------------ | -------------- | -------- | -------- | ---------- | ---------- | ------ | ------ |
| K1 500 m maschile  | Rami Zur       | 1'39"037 | 3        | 1'47"163   | 6          |        |        |
| K1 1000 m maschile | Rami Zur       | 3'38"693 | 7        | 3'46"204   | 7          |        |        |
| K1 500 m femminile | Carrie Johnson | 1'50"221 | 4        | 1'53"721   | 4          |        |        |

| Gara         | Atleta                     | Preliminari | Preliminari | Preliminari | Preliminari | Semifinali | Semifinali | Finale | Finale | Finale | Finale |
| Gara         | Atleta                     | Manche 1    | Manche 2    | Totale      | Pos.        | Tempo      | Pos.       | Tempo  | Pos.   | Totale | Pos.   |
| ------------ | -------------------------- | ----------- | ----------- | ----------- | ----------- | ---------- | ---------- | ------ | ------ | ------ | ------ |
| C1 maschile  | Benn Fraker                | 91"97       | 87"47       | 179"44      | 10          | 92"97      | 8          | 90"87  | 5      | 183"14 | 6      |
| C2 maschile  | Casey Eichfeld Rick Powell | 101"69      | 151"65      | 253"34      | 11          |            |            |        |        |        |        |
| K1 maschile  | Scott Parsons              | 84"91       | 135"63      | 220"54      | 20          |            |            |        |        |        |        |
| K1 femminile | Heather Corrie             | 105"78      | 105"53      | 211"31      | 10          | 114"51     | 8          | 156"37 | 8      | 270"88 | 8      |

## Canottaggio
| Gara                 | Atleta | Batterie | Batterie | Quarti/ Ripescaggi | Quarti/ Ripescaggi | Semifinali | Semifinali | Finale  | Finale       |
| Gara                 | Atleta | Tempo    | Pos.     | Tempo              | Pos.               | Tempo      | Pos.       | Tempo   | Pos.         |
| -------------------- | --- | -------- | -------- | ------------------ | ------------------ | ---------- | ---------- | ------- | ------------ |
| Singolo              | Ken Jurkowski | 7'25"13  | 4        | 6'53"26            | 3                  | 7'11"52    | 5          | 7'22"75 | 5 (finale B) |
| 2 di coppia          | Elliot Hovey Wes Piermarini                                                                                                   | 6'39"37  | 5        | 6'26"05            | 4                  |            |            | 6'33"15 | 1 (finale C) |
| 4 di coppia          | Scott Gault Jamie Schroeder Sam Stitt Matt Hughes                                                                             | 5'45"77  | 3        |                    |                    | 5'52"81    | 2          | 5'47"63 | 5            |
| 2 senza              | Cameron Winklevoss Tyler Winklevoss                                                                                           | 7'13"64  | 5        | 6'36"87            | 1                  | 6'36"65    | 2          | 7'05"58 | 6            |
| 4 senza              | Brett Newlin Giuseppe Lanzone Paul Teti David Banks                                                                           | 6'03"96  | 3        |                    |                    | 5'57"52    | 5          | 6'07"17 | 3 (finale B) |
| 4 senza pesi leggeri | Tom Paradiso Will Daly Patrick Todd Mike Altman                                                                               | 5'56"54  | 4        | 6'27"43            | 3                  | 6'16"30    | 6          | 6'07"79 | 5 (finale B) |
| Otto                 | Marcus McElhenney Josh Inman Bryan Volpenhein Daniel Walsh Steven Coppola Micah Boyd Wyatt Allen Beau Hoopman Matt Schnobrich | 5'29"60  | 2        | 5'38"95            | 1                  |            |            | 5'25"34 | Bronzo       |

| Gara                     | Atleta | Batterie | Batterie | Quarti/ Ripescaggi | Quarti/ Ripescaggi | Semifinali | Semifinali | Finale  | Finale       |
| Gara                     | Atleta | Tempo    | Pos.     | Tempo              | Pos.               | Tempo      | Pos.       | Tempo   | Pos.         |
| ------------------------ | --- | -------- | -------- | ------------------ | ------------------ | ---------- | ---------- | ------- | ------------ |
| Singolo                  | Michelle Guérette | 7'29"14  | 2        | 7'28"91            | 1                  | 7'35"69    | 2          | 7'22"78 | Argento      |
| 2 di coppia              | Ellen Tomek Megan Kalmoe                                                                                             | 7'11"17  | 3        | 6'58"54            | 1                  |            |            | 7'17"53 | 5            |
| 2 di coppia pesi leggeri | Jennifer Goldsack Renee Hykel                                                                                        | 6'53"32  | 3        | 7'22"22            | 1                  | 7'12"15    | 4          | 7'09"02 | 4 (finale B) |
| 4 di coppia              | Margot Shumway Jennifer Kaido Lindsay Meyer Lia Pernell                                                              | 6'19"89  | 3        | 6'39"53            | 2                  |            |            | 6'25"86 | 5            |
| 2 senza                  | Anna Cummins Portia McGee                                                                                            | 7'29"95  | 4        | 7'32"26            | 3                  |            |            | 7'33"17 | 1 (finale B) |
| Otto                     | Mary Whipple Caryn Davies Caroline Lind Susan Francia Anna Cummins Elle Logan Anna Goodale Lindsay Shoop Erin Cafaro | 6'06"53  | 1        |                    |                    |            |            | 6'05"34 | Oro          |

## Ciclismo

### BMX
| Gara          | Atleta         | Qualificazione | Qualificazione | Quarti | Quarti | Semifinali | Semifinali | Finale | Finale  |
| Gara          | Atleta         | Tempo          | Pos.           | Punti  | Pos.   | Punti      | Pos.       | Tempo  | Pos.    |
| ------------- | -------------- | -------------- | -------------- | ------ | ------ | ---------- | ---------- | ------ | ------- |
| BMX maschile  | Kyle Bennett   | 36"421         | 12             | 14     | 4      | 14         | 6          |        |         |
| BMX maschile  | Mike Day       | 35"692         | 1              | 3      | 1      | 5          | 1          | 36"606 | Argento |
| BMX maschile  | Donny Robinson | 36"810         | 24             | 11     | 3      | 10         | 3          | 36"972 | Bronzo  |
| BMX femminile | Jill Kintner   | 37"913         | 7              |        |        | 9          | 2          | 38"647 | Bronzo  |

### Su pista
| Gara                               | Atleta         | Qualificazione | Qualificazione | Secondo turno | Secondo turno | Finale | Finale     |
| Gara                               | Atleta         | Tempo          | Pos.           | Tempo         | Pos.          | Tempo  | Avversario |
| ---------------------------------- | -------------- | -------------- | -------------- | ------------- | ------------- | ------ | ---------- |
| Inseguimento individuale maschile  | Taylor Phinney | 4'22"860       | 7              | 4'26"644      | 8             |        |            |
| Inseguimento individuale femminile | Sarah Hammer   | 3'35"471       | 5              | 3'34"237      | 5             |        |            |

| Velocità maschile           | Michael Blatchford                               | 10"470 | 15 | Mickaël Bourgain (Francia) Perso Secondo nei ripescaggi |                               |                              |  |  |  |  |
| Velocità femminile          | Jennie Reed                                      | 11"400 | 8  | Simona Krupeckaitė (Lituania) Vinto (11"955)            | Willy Kanis (Paesi Bassi) 0-2 |                              |  |  |  |  |
| Velocità a squadre maschile | Michael Blatchford Adam Duvendeck Giddeon Massie | 45"346 | 8  |                                                         |                               | Gran Bretagna Perso (45"423) |  |  |  |  |

| Gara                    | Atleta                     | Punti        | Pos.         |
| ----------------------- | -------------------------- | ------------ | ------------ |
| Corsa a punti maschile  | Bobby Lea                  | non concluso | non concluso |
| Corsa a punti femminile | Sarah Hammer               | non concluso | non concluso |
| Madison maschile        | Michael Friedman Bobby Lea | 3            | 16           |

| Gara            | Atleta         | Preliminari | Ripescaggi | Semifinale | Finale |
| --------------- | -------------- | ----------- | ---------- | ---------- | ------ |
| Keirin maschile | Giddeon Massie | 3           | 4          |            |        |

### Su strada e Cross country
| Gara                     | Atleta                | Tempo        | Posizione    |
| ------------------------ | --------------------- | ------------ | ------------ |
| Corsa in linea maschile  | George Hincapie       | 6h 26'25"    | 40           |
| Corsa in linea maschile  | Levi Leipheimer       | 6h 24'09"    | 11           |
| Corsa in linea maschile  | Jason McCartney       | non concluso | non concluso |
| Corsa in linea maschile  | Christian Vande Velde | 6h 24'19"    | 17           |
| Corsa in linea maschile  | David Zabriskie       | non concluso | non concluso |
| Cronometro maschile      | Levi Leipheimer       | 1h 03'21"    | Bronzo       |
| Cronometro maschile      | David Zabriskie       | 1h 05'18"    | 12           |
| Corsa in linea femminile | Kristin Armstrong     | 3 h33'07"    | 25           |
| Corsa in linea femminile | Amber Neben           | 3h 33'17"    | 33           |
| Corsa in linea femminile | Christine Thorburn    | 3h 41'08"    | 52           |
| Cronometro femminile     | Kristin Armstrong     | 35'51"72     | Oro          |
| Cronometro femminile     | Christine Thorburn    | 35'54"16     | 5            |
| Cross country maschile   | Adam Craig            | -1 giro      | 29           |
| Cross country maschile   | Todd Wells            | -3 giri      | 43           |
| Cross country femminile  | Georgia Gould         | 1h 50'51"    | 8            |
| Cross country femminile  | Mary McConneloug      | 1h 50'34"    | 7            |

## Equitazione
| Gara        | Atleta                                                          | Cavallo          | Dressage | Cross country | Salto     | Salto di finale | Totale       | Posizione    |
| ----------- | --------------------------------------------------------------- | ---------------- | -------- | ------------- | --------- | --------------- | ------------ | ------------ |
| Individuale | Phillip Dutton                                                  | Connaught        | 40,60    | 19,60         | 8         | squalificato    | squalificato | squalificato |
| Individuale | Becky Holder                                                    | Courageous Comet | 35,70    | 82,00         | 8         |                 | 125,70       | 42           |
| Individuale | Gina Miles                                                      | McKinlaigh       | 39,30    | 16,80         | 0         | 0               | 56,10        | Argento      |
| Individuale | Amy Tryon                                                       | Poggio II        | 46,50    | eliminata     | eliminata | eliminata       | eliminata    | eliminata    |
| Individuale | Karen O'Connor                                                  | Mandiba          | 41,90    | 84,80         | 5         |                 | 131,70       | 44           |
| A squadre   | Phillip Dutton Becky Holder Gina Miles Amy Tryon Karen O'Connor | v. sopra         | 115,60   | 118,40        | 16        |                 | 250,00       | 7            |

| Gara        | Atleta                                           | Cavallo            | Test   | Test             | Special test | Special test | Freestyle | Freestyle | Totale | Totale            |
| Gara        | Atleta                                           | Cavallo            | Punti  | Pos.             | Punti        | Pos.         | Punti     | Pos.      | Punti  | Pos.              |
| ----------- | ------------------------------------------------ | ------------------ | ------ | ---------------- | ------------ | ------------ | --------- | --------- | ------ | ----------------- |
| Individuale | Courtney King-Dye                                | Harmony's Mythilus | 70,458 | 7                | 70,800       | 8            | 69,550    | 14        | 70,175 | (13) squalificata |
| Individuale | Debbie McDonald                                  | Brentina           | 63,000 | 34               |              |              |           |           |        |                   |
| Individuale | Steffen Peters                                   | Ravel              | 70,000 | 10               | 71,800       | 4            | 76,500    | 3         | 74,150 | 4                 |
| A squadre   | Courtney King-Dye Debbie McDonald Steffen Peters | v. sopra           | 67,819 | (4) squalificati |              |              |           |           |        |                   |

| Gara        | Atleta                                             | Cavallo                        | Qualificazioni | Qualificazioni | Qualificazioni | Qualificazioni | Qualificazioni | Qualificazioni | Finale  | Finale  | Finale  | Finale  | Finale | Finale | Salto di spareggio | Salto di spareggio |
| Gara        | Atleta                                             | Cavallo                        | Turno 1        | Turno 1        | Turno 2        | Turno 2        | Turno 3        | Turno 3        | Turno A | Turno A | Turno B | Turno B | Totale | Totale | Salto di spareggio | Salto di spareggio |
| Gara        | Atleta                                             | Cavallo                        | Pen.           | Pos.           | Pen.           | Pos.           | Pen.           | Pos.           | Pen.    | Pos.    | Pen.    | Pos.    | Pen.   | Pos.   | Pen. (tempo)       | Pos.               |
| ----------- | -------------------------------------------------- | ------------------------------ | -------------- | -------------- | -------------- | -------------- | -------------- | -------------- | ------- | ------- | ------- | ------- | ------ | ------ | ------------------ | ------------------ |
| Individuale | Laura Kraut                                        | Cedric                         | 5              | 39             | 4              | 22             | 0              | 12             | 8       | 23      |         |         |        |        |                    |                    |
| Individuale | Beezie Madden                                      | Authentic                      | 0              | 1              | 11             | 29             | 4              | 17             | 0       | 1       | 4       | 7       | 4      | 3      | 0 (35"25)          | Bronzo             |
| Individuale | Will Simpson                                       | El Campeon's Carlsson vom Dach | 0              | 1              | 8              | 16             | 8              | 18             |         |         |         |         |        |        |                    |                    |
| Individuale | McLain Ward                                        | Sapphire                       | 0              | 1              | 0              | 1              | 4              | 2              | 4       | 11      | 0       | 1       | 4      | 3      | 4 (35"39)          | 6                  |
| A squadre   | Laura Kraut Beezie Madden Will Simpson McLain Ward | v. sopra                       | 0              | 1              |                |                |                |                | 12      | 1       | 8       | 2       | 20     | 1      | 0                  | Oro                |

## Ginnastica

### Ginnastica artistica
| Gara                         | Atleta                                                                                     | Volteggio | Corpo libero | Cavallo con maniglie | Anelli | Parallele | Sbarra | Trave  | Totale  | Posizione | Finali                                               |
| ---------------------------- | ------------------------------------------------------------------------------------------ | --------- | ------------ | -------------------- | ------ | --------- | ------ | ------ | ------- | --------- | ---------------------------------------------------- |
| Qualificazioni maschili      | Alexander Artemev                                                                          | 14,875    | 15,250       | 13,675               | 15,825 | 15,175    | 14,925 |        | 89,725  | 19        | concorso individuale, cavallo                        |
| Qualificazioni maschili      | Raj Bhavsar                                                                                | 14,175    | 14,050       | 15,325               | 16,175 | 15,625    | -      |        | 75,350  | 52        | nessuna                                              |
| Qualificazioni maschili      | Joe Hagerty                                                                                | 15,275    | 13,925       | -                    | 15,700 | 15,350    | 15,400 |        | 75,650  | 50        | nessuna                                              |
| Qualificazioni maschili      | Jonathan Horton                                                                            | 15,350    | 13,925       | 15,325               | 15,950 | 15,525    | 15,575 |        | 91,650  | 8         | concorso individuale, sbarra                         |
| Qualificazioni maschili      | Justin Spring                                                                              | 14,400    | -            | 14,175               | 15,900 | 15,800    | 15,375 |        | 75,650  | 51        | nessuna                                              |
| Qualificazioni maschili      | Kevin Tan                                                                                  | -         | 14,100       | 15,725               | -      | -         | 14,425 |        | 44,250  | 76        | nessuna                                              |
| Concorso a squadre maschile  | Alexander Artemev Raj Bhavsar Joe Hagerty Jonathan Horton Justin Spring Kevin Tan          | 59,900    | 57,325       | 60,550               | 63,850 | 62,300    | 61,275 |        | 365,200 | 6         | sì                                                   |
| Qualificazioni femminili     | Shawn Johnson                                                                              | 16,000    | 15,325       |                      |        | 15,975    |        | 15,425 | 62,725  | 1         | concorso individuale, trave, corpo libero            |
| Qualificazioni femminili     | Nastia Liukin                                                                              | 15,100    | 15,950       |                      |        | 15,975    |        | 15,350 | 62,375  | 2         | concorso individuale, trave, parallele, corpo libero |
| Qualificazioni femminili     | Chellsie Memmel                                                                            | -         | 15,050       |                      |        | -         |        | -      | 15,050  | 95        | nessuna                                              |
| Qualificazioni femminili     | Samantha Peszek                                                                            | -         | 14,800       |                      |        | -         |        | -      | 14,800  | 97        | nessuna                                              |
| Qualificazioni femminili     | Alicia Sacramone                                                                           | 15,850    | -            |                      |        | 15,950    |        | 14,425 | 46,225  | 64        | volteggio                                            |
| Qualificazioni femminili     | Bridget Sloan                                                                              | 15,275    | 14,800       |                      |        | 15,500    |        | 14,850 | 60,425  | 11        | nessuna                                              |
| Concorso a squadre femminile | Shawn Johnson Nastia Liukin Chellsie Memmel Samantha Peszek Alicia Sacramone Bridget Sloan | 62,225    | 61,125       |                      |        | 63,400    |        | 60,050 | 246,800 | 2         | sì                                                   |

| Gara                 | Atleta                                                                            | Punteggio | Posizione |
| -------------------- | --------------------------------------------------------------------------------- | --------- | --------- |
| Concorso individuale | Alexander Artemev                                                                 | 90,675    | 12        |
| Concorso individuale | Jonathan Horton                                                                   | 91,575    | 9         |
| Cavallo              | Alexander Artemev                                                                 | 14,975    | 7         |
| Sbarra               | Jonathan Horton                                                                   | 16,175    | Argento   |
| Concorso a squadre   | Alexander Artemev Raj Bhavsar Joe Hagerty Jonathan Horton Justin Spring Kevin Tan | 275, 850  | Bronzo    |

| Gara                   | Atleta                                                                                     | Punteggio | Posizione |
| ---------------------- | ------------------------------------------------------------------------------------------ | --------- | --------- |
| Concorso individuale   | Shawn Johnson                                                                              | 62,725    | Argento   |
| Concorso individuale   | Nastia Liukin                                                                              | 63,525    | Oro       |
| Corpo libero           | Shawn Johnson                                                                              | 15,500    | Argento   |
| Corpo libero           | Nastia Liukin                                                                              | 15,425    | Bronzo    |
| Trave                  | Shawn Johnson                                                                              | 16,225    | Oro       |
| Trave                  | Nastia Liukin                                                                              | 16,025    | Argento   |
| Parallele asimmetriche | Nastia Liukin                                                                              | 16,725    | Argento   |
| Volteggio              | Alicia Sacramone                                                                           | 15,537    | 4         |
| Concorso a squadre     | Shawn Johnson Nastia Liukin Chellsie Memmel Samantha Peszek Alicia Sacramone Bridget Sloan | 186,525   | Argento   |

### Trampolino
| Gara                 | Atleta         | Qualificazioni | Qualificazioni | Finale | Finale |
| Gara                 | Atleta         | Punti          | Pos.           | Punti  | Pos.   |
| -------------------- | -------------- | -------------- | -------------- | ------ | ------ |
| Trampolino maschile  | Chris Estrada  | 65,90          | 15             |        |        |
| Trampolino femminile | Erin Blanchard | 60,90          | 13             |        |        |

## Hockey su prato

### Torneo femminile
La nazionale statunitense si è qualificata per i Giochi vincendo il secondo torneo preolimpico.

#### Squadra
La squadra era formata da:
- Amy Tran (portiere)
- Lauren Crandall
- Rachel Dawson
- Kelly Doton
- Katelyn Falgowski
- Caroline Nichols
- Kate Barber (capitano)
- Kayla Bashore
- Carrie Lingo
- Lauren Powley
- Dana Sensenig
- Jesse Gey
- Angie Loy
- Dina Rizzo
- Keli Smith
- Tiffany Snow

L'allenatore era Lee Bodimeade.

#### Prima fase
| Data      | Ora locale | Partita       | Partita | Partita     |
| --------- | ---------- | ------------- | ------- | ----------- |
| 10 agosto | 18.30      | Argentina     | 2-2     | Stati Uniti |
| 12 agosto | 18.00      | Stati Uniti   | 1-1     | Giappone    |
| 14 agosto | 10.30      | Stati Uniti   | 2-4     | Germania    |
| 16 agosto | 08.30      | Nuova Zelanda | 1-4     | Stati Uniti |
| 18 agosto | 18.00      | Gran Bretagna | 0-0     | Stati Uniti |

| Squadra          | P.ti | G | V | P | S | GF | GS | DR |
| ---------------- | ---- | - | - | - | - | -- | -- | -- |
| 1. Germania      | 12   | 5 | 4 | 0 | 1 | 12 | 8  | +4 |
| 2. Argentina     | 11   | 5 | 3 | 2 | 0 | 13 | 7  | +6 |
| 3. Gran Bretagna | 8    | 5 | 2 | 2 | 1 | 7  | 9  | −2 |
| 4. Stati Uniti   | 6    | 5 | 1 | 3 | 1 | 9  | 8  | +1 |
| 5. Giappone      | 4    | 5 | 1 | 1 | 3 | 5  | 7  | −2 |
| 6. Nuova Zelanda | 0    | 5 | 0 | 0 | 5 | 6  | 13 | −7 |

#### Seconda fase
Finale 7º-8º posto
| Arbitro: | Minka Woolley (AUS), Ute Conen (GER) |

|                                        |           |                      |
| Termens 7' Huertas 67' Ybarra 83' (GG) | Marcatori | 29' Sensenig 59' Loy |

## Judo
| Gara    | Atleta                 | Tabellone principale                        | Tabellone principale                                | Tabellone principale                | Tabellone principale | Tabellone principale | Ripescaggi                            | Ripescaggi                            | Ripescaggi | Ripescaggi |
| Gara    | Atleta                 | Sedicesimi                                  | Ottavi                                              | Quarti                              | Semifinali           | Finale               | 1º turno                              | Quarti                                | Semifinali | Finale     |
| ------- | ---------------------- | ------------------------------------------- | --------------------------------------------------- | ----------------------------------- | -------------------- | -------------------- | ------------------------------------- | ------------------------------------- | ---------- | ---------- |
| 60 kg   | Taraje Williams Murray | Hiroaki Hiraoka (Giappone) 0001-0000        | Javier Antonio Guedez Sanchez (Venezuela) 0000-1000 |                                     |                      |                      |                                       |                                       |            |            |
| 66 kg   | Taylor Takata          | Tariel Zintiridis (Grecia) 0010-0000        | Dex Elmont (Paesi Bassi) 0001-0000                  | Yordanis Arencibia (Cuba) 0000-0010 |                      |                      |                                       | Aheen El Hady (Egitto) 0001-1000      |            |            |
| 73 kg   | Ryan Reser             | Dashdayaa Gantumur (Mongolia) 0100-0111     |                                                     |                                     |                      |                      |                                       |                                       |            |            |
| 81 kg   | Travis Stevens         | Franklin Cisneros (El Salvador) 1011-0000   | Ole Bischof (Germania) 0001-0011                    |                                     |                      |                      | Mehman Azizov (Azerbaigian) 0200-0001 | Tiago Camilo (Brasile) 0010-0011      |            |            |
| 90 kg   | Brian Olson            | Diego Rosati (Argentina) 0000-0001          |                                                     |                                     |                      |                      |                                       |                                       |            |            |
| 100 kg  | Adler Volmar           | Amel Mekic (Bosnia ed Erzegovina) 0000-0200 |                                                     |                                     |                      |                      |                                       |                                       |            |            |
| +100 kg | Daniel McCormick       | Djegui Bathily (Senegal) 0010-0001          | Lasha Gujejiani (Georgia) 0000-1000                 |                                     |                      |                      | Ricardo Blas (Guam) 0100-0010         | Mohammad Reza Rodaki (Iran) 0001-1001 |            |            |

| Gara  | Atleta           | Tabellone principale                     | Tabellone principale                  | Tabellone principale                | Tabellone principale | Tabellone principale | Ripescaggi                 | Ripescaggi                           | Ripescaggi                          | Ripescaggi                         |
| Gara  | Atleta           | Sedicesimi                               | Ottavi                                | Quarti                              | Semifinali           | Finale               | 1º turno                   | Quarti                               | Semifinali                          | Finale                             |
| ----- | ---------------- | ---------------------------------------- | ------------------------------------- | ----------------------------------- | -------------------- | -------------------- | -------------------------- | ------------------------------------ | ----------------------------------- | ---------------------------------- |
| 48 kg | Sayaka Matsumoto | Ryoko Tani (Giappone) 0000-0020          |                                       |                                     |                      |                      | Shugen Wu (Cina) 0000-1000 |                                      |                                     |                                    |
| 57 kg | Valerie Gotay    | Gulzat Uralbayeva (Kazakistan) 1001-0100 | Isabel Fernández (Spagna) 0000-0010   |                                     |                      |                      |                            |                                      |                                     |                                    |
| 70 kg | Ronda Rousey     | Nasiba Surkieva (Turkmenistan) 1010-0000 | Katarzyna Pilocik (Polonia) 1000-0000 | Edith Bosch (Paesi Bassi) 0000-1000 |                      |                      |                            | Rachida Ouerdane (Algeria) 1001-0000 | Anett Meszaros (Ungheria) 1010-0000 | Annett Boehme (Germania) 0010-0001 |

## Lotta
| Gara   | Atleta         | Tabellone principale              | Tabellone principale                      | Tabellone principale                         | Tabellone principale                       | Tabellone principale                   | Ripescaggi | Ripescaggi                     | Ripescaggi |
| Gara   | Atleta         | Sedicesimi                        | Ottavi                                    | Quarti                                       | Semifinali                                 | Finale                                 | Quarti     | Semifinali                     | Finale     |
| ------ | -------------- | --------------------------------- | ----------------------------------------- | -------------------------------------------- | ------------------------------------------ | -------------------------------------- | ---------- | ------------------------------ | ---------- |
| 55 kg  | Henry Cejudo   | bye                               | Radoslav Velikov (Bulgaria) 0-1, 3-2, 4-3 | Besarion Gochashvili (Georgia) 1-3, 3-2, 3-0 | Namig Sevdimov (Azerbaigian) 3-5, 3-2, 4-3 | Tomohiro Matsunaga (Giappone) 2-2, 3-0 |            |                                |            |
| 66 kg  | Doug Schwab    | Andrij Stadnik (Ucraina) 0-2, 0-4 |                                           |                                              |                                            |                                        |            |                                |            |
| 74 kg  | Ben Askren     | Istvan Vereb (Ungheria) 0-2, F    | Iván Fundora (Cuba) 1-3, 0-4              |                                              |                                            |                                        |            |                                |            |
| 84 kg  | Andy Hrovat    | bye                               | Reineris Salas (Cuba) 3-0,1-3, 2-2        |                                              |                                            |                                        |            |                                |            |
| 96 kg  | Daniel Cormier | Michel Batista (Cuba) abbandono   |                                           |                                              |                                            |                                        |            |                                |            |
| 120 kg | Steve Mocco    | Rajiv Tomar (India) 1-0, 3-0      | Liang Lei (Cina) 1-0, 3-0                 | Bakhtiyar Akhmedov (Russia) 1-0, 0-1, 0-2    |                                            |                                        |            | Fardin Masoumi (Iran) 1-3, 1-4 |            |

| Gara  | Atleta           | Tabellone principale           | Tabellone principale                     | Tabellone principale                   | Tabellone principale                  | Tabellone principale | Ripescaggi | Ripescaggi                           | Ripescaggi                          |
| Gara  | Atleta           | Sedicesimi                     | Ottavi                                   | Quarti                                 | Semifinali                            | Finale               | Quarti     | Semifinali                           | Finale                              |
| ----- | ---------------- | ------------------------------ | ---------------------------------------- | -------------------------------------- | ------------------------------------- | -------------------- | ---------- | ------------------------------------ | ----------------------------------- |
| 48 kg | Clarissa Chun    | bye                            | Sofia Mattsson (Svezia) 6-1, 2-1         | Vanessa Boubryemm (Francia) 2-1, 4-1   | Chiharu Ichō (Giappone) 0-1, 3-0, 1-1 |                      |            |                                      | Irini Merleni (Ucraina) 0-2, 1-4    |
| 55 kg | Marcie Van Dusen | bye                            | Natalia Synyshyn (Ucraina) 4-0, 1-1, 0-7 | Jackeline Rentería (Colombia) 2-7, 3-5 |                                       |                      |            |                                      |                                     |
| 63 kg | Randi Miller     | Haiat Farac (Egitto) 3-0, 5-0  | Yuliya Ostapchuk (Ucraina) 5-2, 3-1      | Kaori Ichō (Giappone) 0-9, 0-5         |                                       |                      |            | Olesya Zamula (Azerbaigian) 5-0, 5-0 | Martine Dugrenier (Canada) 3-3, 3-1 |
| 72 kg | Ali Bernard      | Amarachi Obiajunwa (Nigeria) F | Wang Jiao (Cina) 1-3, 3-7                |                                        |                                       |                      |            |                                      |                                     |

| Gara   | Atleta         | Tabellone principale                | Tabellone principale                 | Tabellone principale              | Tabellone principale         | Tabellone principale | Ripescaggi | Ripescaggi                    | Ripescaggi                        |
| Gara   | Atleta         | Sedicesimi                          | Ottavi                               | Quarti                            | Semifinali                   | Finale               | Quarti     | Semifinali                    | Finale                            |
| ------ | -------------- | ----------------------------------- | ------------------------------------ | --------------------------------- | ---------------------------- | -------------------- | ---------- | ----------------------------- | --------------------------------- |
| 55 kg  | Spenser Mango  | bye                                 | Virgil Munteanu (Romania) 3-1        | Eun-Chul Park (Corea del Sud) 1-3 |                              |                      |            |                               |                                   |
| 66 kg  | Jake Deitchler | bye                                 | Kanatbek Begaliev (Kirghizistan) 1-3 |                                   |                              |                      |            | Armen Vardanyan (Ucraina) 1-3 |                                   |
| 74 kg  | T.C. Dantzler  | Péter Bácsi (Ungheria) 1-3          |                                      |                                   |                              |                      |            |                               |                                   |
| 84 kg  | Brad Vering    | Artur Michalkiewicz (Polonia) 3-1   | Denis Forov (Armenia) 1-3            |                                   |                              |                      |            |                               |                                   |
| 96 kg  | Adam Wheeler   | bye                                 | Lajos Virág (Ungheria) 3-1           | Jiang Huachen (Cina) 3-1          | Mirko Englich (Germania) 1-3 |                      |            |                               | Han Tae-Young (Corea del Sud) 3-1 |
| 120 kg | Dremiel Byers  | Oleksandr Chernetskyi (Ucraina) 3-1 | Liu Deli (Cina) 3-1                  | Jalmar Sjoberg (Svezia) 1-3       |                              |                      |            |                               |                                   |

## Nuoto
| Gara                           | Atleta | Batterie | Batterie | Semifinali                                         | Semifinali | Finale                                       | Finale  |
| Gara                           | Atleta | Tempo    | Pos.     | Tempo                                              | Pos.       | Tempo                                        | Pos.    |
| ------------------------------ | --- | -------- | -------- | -------------------------------------------------- | ---------- | -------------------------------------------- | ------- |
| 50 m stile libero              | Garrett Weber-Gale                                                                                                | 21"95    | 9        | 22"08                                              | 13         |                                              |         |
| 50 m stile libero              | Ben Wildman-Tobriner                                                                                              | 21"75    | 3        | 21"76                                              | 7          | 21"64                                        | 5       |
| 100 m stile libero             | Jason Lezak | 48"33    | 11       | 47"98                                              | 6          | 47"67                                        | Bronzo  |
| 100 m stile libero             | Garrett Weber-Gale                                                                                                | 48"19    | 8        | 48"12                                              | 10         |                                              |         |
| 200 m stile libero             | Michael Phelps | 1'46"48  | 4        | 1'46"28                                            | 4          | 1'42"96                                      | Oro     |
| 200 m stile libero             | Peter Vanderkaay                                                                                                  | 1'47"39  | 12       | 1'45"76                                            | 1          | 1'45"14                                      | Bronzo  |
| 400 m stile libero             | Larsen Jensen |          |          | 3'43"10                                            | 1          | 3'42"78                                      | Bronzo  |
| 400 m stile libero             | Peter Vanderkaay                                                                                                  |          |          | 3'44"22                                            | 6          | 3'43"11                                      | 4       |
| 1500 m stile libero            | Larsen Jensen |          |          | 14'49"53                                           | 8          | 14'48"16                                     | 5       |
| 1500 m stile libero            | Peter Vanderkaay                                                                                                  |          |          | 14'52"11                                           | 11         |                                              |         |
| 100 m dorso                    | Matt Grevers | 53"41    | 1        | 52"99                                              | 2          | 53"11                                        | Argento |
| 100 m dorso                    | Aaron Peirsol | 53"65    | 3        | 53"56                                              | 5          | 52"54                                        | Oro     |
| 200 m dorso                    | Ryan Lochte | 1'56"29  | 1        | 1'55"40                                            | 2          | 1'53"93                                      | Oro     |
| 200 m dorso                    | Aaron Peirsol | 1'56"35  | 2        | 1'55"26                                            | 1          | 1'54"33                                      | Argento |
| 100 m rana                     | Mark Gangloff | 1'00"71  | 16       | 1'00"44                                            | 7          | 1'00"24                                      | 8       |
| 100 m rana                     | Brendan Hansen | 1'00"36  | 10       | 59"94                                              | 5          | 59"57                                        | 4       |
| 200 m rana                     | Eric Shanteau | 2'10"29  | 7        | 2'10"10                                            | 10         |                                              |         |
| 200 m rana                     | Scott Spann | 2'10"61  | 2        | 2'09"08                                            | 3          | 2'09"76                                      | 6       |
| 100 m farfalla                 | Ian Crocker | 51"95    | 13       | 51"27                                              | 3          | 51"13                                        | 4       |
| 100 m farfalla                 | Michael Phelps | 50"87    | 2        | 50"97                                              | 2          | 50"58                                        | Oro     |
| 200 m farfalla                 | Michael Phelps | 1'53"70  | 1        | 1'53"70                                            | 1          | 1'52"03                                      | Oro     |
| 200 m farfalla                 | Gil Stovall | 1'55"42  | 8        | 1'55"36                                            | 9          |                                              |         |
| 200 m misti                    | Ryan Lochte | 1'58"15  | 1        | 1'57"69                                            | 1          | 1'56"53                                      | Bronzo  |
| 200 m misti                    | Michael Phelps | 1'58"65  | 6        | 1'57"70                                            | 2          | 1'54"23                                      | Oro     |
| 400 m misti                    | Ryan Lochte |          |          | 4'10"33                                            | 4          | 4'08"09                                      | Bronzo  |
| 400 m misti                    | Michael Phelps |          |          | 4'07"82                                            | 1          | 4'03"84                                      | Oro     |
| Staffetta 4x100 m stile libero | Nathan Adrian Matt Grevers Cullen Jones Jason Lezak Garrett Weber-Gale Ben Wildman-Tobriner Michael Phelps        |          |          | 3'12"23 (Adrian, Jones, Wildman-Tobriner, Grevers) | 1          | 3'08"24 (Phelps, Webber-Gale, Jones, Lezak)  | Oro     |
| Staffetta 4x200 m stile libero | Ricky Berens Klete Keller Ryan Lochte Michael Phelps Peter Vanderkaay Erik Vendt Dave Walters                     |          |          | 7'04"66 (Walters, Berens, Keller, Vendt)           | 1          | 6'58"56 (Phelps, Lochte, Berens, Vanderkaay) | Oro     |
| Staffetta 4x100 m misti        | Ian Crocker Matt Grevers Mark Gangloff Brendan Hansen Jason Lezak Aaron Peirsol Michael Phelps Garrett Weber-Gale |          |          | 3'32"75 (Grevers, Gangloff, Crocker, Weber-Gale)   | 1          | 3'29"34 (Peirsol, Hansen, Phelps, Lezak)     | Oro     |
| Fondo 10 km                    | Mark Warkentin |          |          |                                                    |            | 1h 52'13"00                                  | 8       |

| Gara                           | Atleta | Batterie | Batterie | Semifinali                                    | Semifinali | Finale                                     | Finale  |
| Gara                           | Atleta | Tempo    | Pos.     | Tempo                                         | Pos.       | Tempo                                      | Pos.    |
| ------------------------------ | --- | -------- | -------- | --------------------------------------------- | ---------- | ------------------------------------------ | ------- |
| 50 m stile libero              | Kara Lynn Joyce | 25"01    | 14       | 24"63                                         | 7          | 24"63                                      | 6       |
| 50 m stile libero              | Dara Torres | 24"58    | 3        | 24"27                                         | 1          | 24"07                                      | Argento |
| 100 m stile libero             | Natalie Coughlin | 53"82    | 4        | 53"70                                         | 1          | 53"39                                      | Bronzo  |
| 100 m stile libero             | Lacey Nymeyer | 54"62    | 14       | 54"74                                         | 12         |                                            |         |
| 200 m stile libero             | Katie Hoff | 1'57"20  | 4        | 1'57"01                                       | 2          | 1'55"78                                    | 4       |
| 200 m stile libero             | Allison Schmitt | 1'57"38  | 7        | 1'58"01                                       | 9          |                                            |         |
| 400 m stile libero             | Katie Hoff |          |          | 4'03"71                                       | 3          | 4'03"29                                    | Argento |
| 400 m stile libero             | Kate Ziegler |          |          | 4'09"59                                       | 14         |                                            |         |
| 800 m stile libero             | Katie Hoff |          |          | 8'27"78                                       | 11         |                                            |         |
| 800 m stile libero             | Kate Ziegler |          |          | 8'27"11                                       | 10         |                                            |         |
| 100 m dorso                    | Natalie Coughlin | 59"69    | 4        | 59"43                                         | 2          | 58"96                                      | Oro     |
| 100 m dorso                    | Margaret Hoelzer | 1'00"13  | 7        | 59"84                                         | 6          | 59"34                                      | Bronzo  |
| 200 m dorso                    | Elizabeth Beisel | 2'09"02  | 6        | 2'07"90                                       | 2          | 2'08"23                                    | 5       |
| 200 m dorso                    | Margaret Hoelzer | 2'09"12  | 7        | 2'08"25                                       | 5          | 2'06"23                                    | Argento |
| 100 m rana                     | Megan Jendrick | 1'08"07  | 9        | 1'08"07                                       | 7          | 1'07"62                                    | 5       |
| 100 m rana                     | Rebecca Soni | 1'07"44  | 4        | 1'07"07                                       | 2          | 1'06"63                                    | Argento |
| 200 m rana                     | Amanda Beard | 2'27"70  | 18       |                                               |            |                                            |         |
| 200 m rana                     | Rebecca Soni | 2'22"17  | 1        | 2'22"64                                       | 1          | 2'20"22                                    | Oro     |
| 100 m farfalla                 | Elaine Breeden | 58"06    | 2        | 58"55                                         | 10         |                                            |         |
| 100 m farfalla                 | Christine Magnuson | 57"70    | 6        | 57"08                                         | 2          | 57"10                                      | Argento |
| 200 m farfalla                 | Elaine Breeden | 2'07"92  | 9        | 2'07"73                                       | 8          | 2'07"57                                    | 7       |
| 200 m farfalla                 | Kathleen Hersey | 2'07"65  | 7        | 2'06"96                                       | 5          | 2'08"23                                    | 8       |
| 200 m misti                    | Natalie Coughlin | 2'11"63  | 3        | 2'11"84                                       | 4          | 2'10234                                    | Bronzo  |
| 200 m misti                    | Katie Hoff | 2'11"58  | 2        | 2'10"90                                       | 3          | 2'10"68                                    | 4       |
| 400 m misti                    | Elizabeth Beisel |          |          | 4'34"55                                       | 1          | 4'34"24                                    | 4       |
| 400 m misti                    | Katie Hoff |          |          | 4'34"63                                       | 2          | 4'31"71                                    | Bronzo  |
| Staffetta 4x100 m stile libero | Natalie Coughlin Kara Lynn Joyce Lacey Nymeyer Emily Silver Julia Smit Dara Torres                                          |          |          | 3'37"53 (Joyce, Smit, Silver, Nymeyer)        | 3          | 3'43"33 (Coughlin, Nymeyer, Joyce, Torres) | Argento |
| Staffetta 4x200 m stile libero | Caroline Burckle Natalie Coughlin Katie Hoff Christine Marshall Allison Schmitt Julia Smit Kimberly Vandenberg              |          |          | 7'52"43 (Burckle, Marshall, Vandenberg, Smit) | 2          | 7'46"22 (Schmitt, Coughlin, Burckle, Hoff) | Bronzo  |
| Staffetta 4x100 m misti        | Elaine Breeden Natalie Coughlin Margaret Hoelzer Megan Jendrick Kara Lynn Joyce Rebecca Soni Christine Magnuson Dara Torres |          |          | 3'59"15 (Hoelzer, Jendrick, Breeden, Joyce)   | 3          | 3'53"30 (Coughlin, Soni, Magnuson, Torres) | Argento |
| Fondo 10 km                    | Chloe Sutton |          |          |                                               |            | 2h 02'13"6                                 | 22      |

## Nuoto sincronizzato
| Gara    | Atlete | Technical Routine | Technical Routine | Free Routine (preliminari) | Free Routine (preliminari) | Free Routine (finale) | Free Routine (finale) | Punteggio totale | Posizione finale |
| Gara    | Atlete | Punteggio         | Pos.              | Punteggio                  | Pos.                       | Punteggio             | Pos.                  | Punteggio totale | Posizione finale |
| ------- | --- | ----------------- | ----------------- | -------------------------- | -------------------------- | --------------------- | --------------------- | ---------------- | ---------------- |
| Duo     | Christina Jones Andrea Nott                                                                                       | 47,750            | 5                 | 47,750                     | 5                          | 47,750                | 5                     | 95,500           | 5                |
| Squadre | Brooke Abel Janet Culp Kate Hooven Christina Jones Becky Kim Andrea Nott Annabelle Orme Jillian Penner Kim Probst | 47,584            | 5                 |                            |                            | 47,750                | 6                     | 93,334           | 5                |

## Pallacanestro

### Torneo maschile
La nazionale statunitense si è qualificata per i Giochi vincendo i campionati americani del 2007.

#### Squadra
La squadra era formata da:
- Carlos Boozer (ala-centro)
- Jason Kidd (playmaker)
- LeBron James (ala piccola)
- Deron Williams (playmaker)
- Michael Redd (guardia tiratrice)
- Dwyane Wade (guardia tiratrice)
- Kobe Bryant (guardia tiratrice)
- Dwight Howard (ala-centro)
- Chris Bosh (ala-centro)
- Chris Paul (playmaker)
- Tayshaun Prince (ala piccola)
- Carmelo Anthony (ala piccola)

L'allenatore era Mike Krzyzewski.

#### Prima fase
| Data      | Ora locale | Squadra     | Punteggio | Squadra     | Referto |
| --------- | ---------- | ----------- | --------- | ----------- | ------- |
| 10 agosto | 22:15      | Stati Uniti | 101 - 70  | Cina        | ref     |
| 12 agosto | 20:00      | Angola      | 76 - 97   | Stati Uniti | ref     |
| 14 agosto | 20:00      | Stati Uniti | 92-69     | Grecia      | ref     |
| 16 agosto | 22:15      | Spagna      | 82 - 119  | Stati Uniti | ref     |
| 18 agosto | 20:00      | Stati Uniti | 106 - 57  | Germania    | ref     |

| Squadra     | P  | V | P | PF  | PS  | Diff. |
| ----------- | -- | - | - | --- | --- | ----- |
| Stati Uniti | 10 | 5 | 0 | 515 | 354 | +161  |
| Spagna      | 9  | 4 | 1 | 418 | 369 | +49   |
| Grecia      | 8  | 3 | 2 | 415 | 375 | +40   |
| Cina        | 7  | 2 | 3 | 366 | 400 | -34   |
| Germania    | 6  | 1 | 4 | 330 | 390 | -60   |
| Angola      | 5  | 0 | 5 | 321 | 477 | -156  |

#### Seconda fase
Quarti di finale
| Arbitri: | Juan Arteaga Reynaldo Mercedes Lijun Ma |

|                               |          |               |
| Bryant 25                     | Punti    | 20 Mills      |
| James, Paul, Wade, Williams 3 | Assist   | 3 Newley      |
| James 9                       | Rimbalzi | 6 Worthington |

Semifinale
| Arbitri: | Luigi Lamonica Ilija Belošević Michael Aylen |

|            |          |            |
| Scola 28   | Punti    | 21 Anthony |
| Prigioni 3 | Assist   | 7 Kidd     |
| Scola 11   | Rimbalzi | 10 Bosh    |

Finale
| Arbitri: | Romualdas Brazauskas Pablo Estevez Carl Jungebrand |

|          |          |              |
| Wade 27  | Punti    | 22 Fernández |
| Bryant 6 | Assist   | 4 Navarro    |
| Bosh 7   | Rimbalzi | 7 Reyes      |

### Torneo femminile
La nazionale statunitense si è qualificata per i Giochi vincendo i campionati americani del 2007.

#### Squadra
La squadra era formata da:
- Seimone Augustus (ala)
- Sue Bird (guardia)
- Tamika Catchings (ala)
- Sylvia Fowles (centro)
- Kara Lawson (guardia)
- Lisa Leslie (centro)
- DeLisha Milton-Jones (ala)
- Candace Parker (swingman)
- Cappie Pondexter (guardia)
- Katie Smith (guardia)
- Diana Taurasi (swingman)
- Tina Thompson (ala)

L'allenatore era Anne Donovan.

#### Prima fase
| Data      | Ora locale | Squadra       | Punteggio | Squadra     | Referto |
| --------- | ---------- | ------------- | --------- | ----------- | ------- |
| 9 agosto  | 20:00      | Stati Uniti   | 97 - 57   | Rep. Ceca   | ref     |
| 11 agosto | 20:00      | Cina          | 63 - 108  | Stati Uniti | ref     |
| 13 agosto | 22:15      | Mali          | 41 - 97   | Stati Uniti | ref     |
| 15 agosto | 20:00      | Stati Uniti   | 93 - 55   | Spagna      | ref     |
| 17 agosto | 22:15      | Nuova Zelanda | 60 - 96   | Stati Uniti | ref     |

| Squadra       | P  | V | P | PF  | PS  | Diff. |
| ------------- | -- | - | - | --- | --- | ----- |
| Stati Uniti   | 10 | 5 | 0 | 491 | 276 | +215  |
| Cina          | 9  | 4 | 1 | 358 | 346 | +12   |
| Spagna        | 8  | 3 | 2 | 357 | 324 | +33   |
| Rep. Ceca     | 7  | 2 | 3 | 346 | 356 | -10   |
| Nuova Zelanda | 6  | 1 | 4 | 320 | 423 | -103  |
| Mali          | 5  | 0 | 5 | 255 | 402 | -147  |

#### Seconda fase
Quarti di finale
| Arbitri: | Stephen Seibel Fatima da Silva Mohammad Al-Amiri |

|                   |          |                |
| Fowles 26         | Punti    | 14 Kim G.      |
| Smith, Augustus 3 | Assist   | 7 Park         |
| Fowles 14         | Rimbalzi | 5 Choe, Kim G. |

Semifinale
| Arbitri: | Cristiano Maranho Luigi Lamonica Jasmina Tatic |

|                  |          |            |
| Stepanova 14     | Punti    | 21 Taurasi |
| sei giocatrici 1 | Assist   | 3 Smith    |
| Korstin 8        | Rimbalzi | 10 Fowles  |

Finale
| Arbitri: | Nikolaos Zavlanos Chantal Julien Yuji Hirahara |

|            |          |            |
| Jackson 20 | Punti    | 15 Lawson  |
| Grima 2    | Assist   | 4 Thompson |
| Jackson 10 | Rimbalzi | 7 Leslie   |

## Pallanuoto

### Torneo maschile
La nazionale statunitense si è qualificata per i Giochi vincendo il torneo dei Giochi Panamericani del 2007.

#### Squadra
La squadra era formata da:
- Merrill Moses (portiere)
- Peter Varellas
- Peter Hudnut
- Jeff Powers
- Adam Wright
- Rick Merlo
- Layne Beaubien
- Tony Azevedo
- Ryan Bailey
- Tim Hutten
- Jesse Smith
- J. W. Krumpholz
- Brandon Brooks (portiere)

L'allenatore era Terry Schroeder.

#### Prima fase
| Data      | Ora locale | Partita     | Partita | Partita     |
| --------- | ---------- | ----------- | ------- | ----------- |
| 10 agosto | 16.40      | Stati Uniti | 8-4     | Cina        |
| 12 agosto | 12.10      | Italia      | 11-12   | Stati Uniti |
| 14 agosto | 10.50      | Stati Uniti | 2-4     | Serbia      |
| 16 agosto | 12.10      | Croazia     | 5-7     | Stati Uniti |
| 18 agosto | 14.00      | Stati Uniti | 8-7     | Germania    |

| Pos. | Squadra     | Giocate | Vinte | Pareggiate | Perse | Gol fatti | Gol subiti | Diff. Reti | Punti |
| ---- | ----------- | ------- | ----- | ---------- | ----- | --------- | ---------- | ---------- | ----- |
| 1    | Stati Uniti | 5       | 4     | 0          | 1     | 37        | 31         | +6         | 8     |
| 2    | Croazia     | 5       | 4     | 0          | 1     | 56        | 31         | +25        | 8     |
| 3    | Serbia      | 5       | 3     | 0          | 2     | 50        | 38         | +12        | 6     |
| 4    | Germania    | 5       | 2     | 0          | 3     | 33        | 44         | -11        | 4     |
| 5    | Italia      | 5       | 2     | 0          | 3     | 57        | 50         | +7         | 4     |
| 6    | Cina        | 5       | 0     | 0          | 5     | 25        | 64         | -39        | 0     |

#### Seconda fase
| Data       | Ora locale | Partita     | Partita    | Partita     |
| Semifinale | Semifinale | Semifinale  | Semifinale | Semifinale  |
| ---------- | ---------- | ----------- | ---------- | ----------- |
| 22 agosto  | 19.40      | Stati Uniti | 10-5       | Serbia      |
| Finale     |            |             |            |             |
| 24 agosto  | 15.40      | Ungheria    | 14-10      | Stati Uniti |

### Torneo femminile
La nazionale statunitense si è qualificata per i Giochi vincendo il torneo dei Giochi Panamericani del 2007.

#### Squadra
La squadra era formata da:
- Elizabeth Armstrong (portiere)
- Heather Petri
- Brittany Hayes
- Brenda Villa
- Lauren Wenger
- Natalie Golda
- Patty Cardenas
- Jessica Steffens
- Elsie Windes
- Alison Gregorka
- Moriah van Norman
- Kami Craig
- Jaime Hipp (portiere)

L'allenatore era Guy Baker.

#### Prima fase
| Data      | Ora locale | Partita     | Partita | Partita     |
| --------- | ---------- | ----------- | ------- | ----------- |
| 11 agosto | 17.00      | Stati Uniti | 12-11   | Cina        |
| 13 agosto | 15.40      | Stati Uniti | 9-9     | Italia      |
| 15 agosto | 14.20      | Russia      | 7-12    | Stati Uniti |

| Pos. | Squadra     | Giocate | Vinte | Pareggiate | Perse | Gol fatti | Gol subiti | Diff. Reti | Punti |
| ---- | ----------- | ------- | ----- | ---------- | ----- | --------- | ---------- | ---------- | ----- |
| 1    | Stati Uniti | 3       | 2     | 1          | 0     | 33        | 27         | +6         | 5     |
| 2    | Italia      | 3       | 2     | 1          | 0     | 28        | 26         | +2         | 5     |
| 3    | Cina        | 3       | 1     | 0          | 2     | 33        | 33         | 0          | 2     |
| 4    | Russia      | 3       | 0     | 0          | 3     | 26        | 34         | -8         | 0     |

#### Seconda fase
| Data       | Ora locale | Partita     | Partita    | Partita     |
| Semifinale | Semifinale | Semifinale  | Semifinale | Semifinale  |
| ---------- | ---------- | ----------- | ---------- | ----------- |
| 19 agosto  | 14.20      | Stati Uniti | 9-8        | Australia   |
| Finale     |            |             |            |             |
| 21 agosto  | 18.20      | Stati Uniti | 8-9        | Paesi Bassi |

## Pallavolo

### Torneo maschile
La nazionale statunitense si è qualificata per i Giochi vincendo il torneo preolimpico nordamericano.

#### Squadra
La squadra era formata da:
- Lloy Ball
- Sean Rooney
- David Lee
- Richard Lambourne
- William Priddy
- Ryan Millar
- Riley Salmon
- Tom Hoff
- Clayton Stanley
- Kevin Hansen
- Gabriel Gardner
- Scott Touzinsky

#### Prima fase
| 10 agosto | 12.30 | Stati Uniti | 3-2 (25-18, 25-18, 22-25, 21-25, 15-10) | Venezuela   | Capital Indoor Stadium                    |
| 12 agosto | 12.30 | Italia      | 1-3 (26-24, 22-25, 15-25, 21-25)        | Stati Uniti | Capital Indoor Stadium                    |
| 14 agosto | 22.00 | Bulgaria    | 1-3 (29-27, 21-25, 14-25, 24-26)        | Stati Uniti | Capital Indoor Stadium                    |
| 16 agosto | 10.00 | Cina        | 0-3 (22-25, 12-25, 18-25)               | Stati Uniti | Beijing Institute of Technology Gymnasium |
| 18 agosto | 22.00 | Giappone    | 0-3 (18-25, 12-25, 21-25)               | Stati Uniti | Capital Indoor Stadium                    |

| posiz | squadra     | G | W | P | Sv | Sp | Quoz  | Pf  | Ps  | Quoz  | Pts |
| ----- | ----------- | - | - | - | -- | -- | ----- | --- | --- | ----- | --- |
| 1     | Stati Uniti | 5 | 5 | 0 | 15 | 4  | 3,750 | 460 | 371 | 1,240 | 10  |
| 2     | Italia      | 5 | 4 | 1 | 13 | 6  | 2,167 | 439 | 401 | 1,095 | 9   |
| 3     | Bulgaria    | 5 | 3 | 2 | 10 | 9  | 1,111 | 446 | 440 | 1,014 | 8   |
| 4     | Cina        | 5 | 2 | 3 | 9  | 13 | 0,692 | 445 | 492 | 0,904 | 7   |
| 5     | Venezuela   | 5 | 1 | 4 | 8  | 12 | 0,667 | 421 | 451 | 0,933 | 6   |
| 6     | Giappone    | 5 | 0 | 5 | 4  | 15 | 0,267 | 392 | 448 | 0,875 | 5   |

#### Seconda fase
| Quarti di finale | Quarti di finale | Quarti di finale | Quarti di finale                         | Quarti di finale | Quarti di finale       |
| ---------------- | ---------------- | ---------------- | ---------------------------------------- | ---------------- | ---------------------- |
| 20 agosto        | 22.00            | Serbia           | 2-3 (25-20, 23-25, 25-21, 18-25, 12-15 ) | Stati Uniti      | Capital Indoor Stadium |
| Semifinale       |                  |                  |                                          |                  |                        |
| 22 agosto        | 12.30            | Stati Uniti      | 3-2 (25-22, 25-21, 25-27, 22-25, 15-13)  | Russia           | Capital Indoor Stadium |
| Finale           |                  |                  |                                          |                  |                        |
| 24 agosto        | 12.00            | Stati Uniti      | 3-1 (20-25, 25-22, 25-21, 25-23)         | Brasile          | Capital Indoor Stadium |

### Torneo femminile
La nazionale statunitense si è qualificata per i Giochi ottenendo il terzo posto alla Coppa del Mondo del 2007.

## Pentathlon moderno
| Gara      | Atleta          | Tiro  | Tiro  | Scherma  | Scherma | Nuoto   | Nuoto | Equitazione | Equitazione | Corsa    | Corsa | Punteggio totale | Posizione |
| Gara      | Atleta          | Punti | Punt. | Vittorie | Punt.   | Tempo   | Punt. | Punti       | Punt.       | Tempo    | Punt. | Punteggio totale | Posizione |
| --------- | --------------- | ----- | ----- | -------- | ------- | ------- | ----- | ----------- | ----------- | -------- | ----- | ---------------- | --------- |
| Maschile  | Eli Bremer      | 165   | 916   | 14       | 736     | 2'02"80 | 1328  | 68"82       | 1060        | 9'19"16  | 1164  | 5204             | 23        |
| Maschile  | Sam Sacksen     | 178   | 1072  | 14       | 736     | 1'08"99 | 1256  | 81"55       | 1104        | 9'32"90  | 1112  | 5280             | 18        |
| Femminile | Sheila Taormina | 173   | 1012  | 4        | 496     | 2'08"86 | 1376  | 71"54       | 1200        | 10'25"05 | 1220  | 5304             | 19        |
| Femminile | Margaux Isaksen | 171   | 988   | 15       | 760     | 2'20"30 | 1240  | 71"59       | 1144        | 10'40"41 | 1160  | 5292             | 21        |

## Pugilato
| Gara                | Atleta            | Sedicesimi                              | Ottavi                               | Quarti                            | Semifinali                  | Finale |
| ------------------- | ----------------- | --------------------------------------- | ------------------------------------ | --------------------------------- | --------------------------- | ------ |
| Pesi mosca leggeri  | Luis Yáñez        | Jose Kelvin de la Nieve (Spagna) 12-9   | Pürevdorjiin Serdamba (Mongolia) 7-8 |                                   |                             |        |
| Pesi mosca          | Raushee Warren    | Oksung Lee (Corea del Sud) 8-9          |                                      |                                   |                             |        |
| Pesi piuma          | Raynell Williams  | Alessio Di Savino (Italia) 9-1          | Khedafi Djelkhir (Francia) 7-9       |                                   |                             |        |
| Pesi leggeri        | Sadam Ali         | Georgian Popescu (Romania) 5-20         |                                      |                                   |                             |        |
| Pesi welter leggeri | Javier Molina     | Boris Georgiev (Bulgaria) 1-14          |                                      |                                   |                             |        |
| Pesi welter         | Demetrius Andrade | Kakhaber Jvania (Georgia) 11-9          | Andrey Balanov (Russia) 14-3         | Kim Jung-Joo (Corea del Sud) 9-11 |                             |        |
| Pesi medi           | Shawn Estrada     | Ezequiel Osvaldo Maderna (Algeria) 10-2 | James DeGale (Gran Bretagna) 5-11    |                                   |                             |        |
| Pesi massimi        | Deontay Wilder    |                                         | Abdelaziz Touilbini (Algeria) 10-4   | Mohammed Arjaoui (Marocco) 10-10  | Clemente Russo (Italia) 1-7 | Bronzo |

## Scherma
| Gara                 | Atleta                                                    | Turno 1                        | Sedicesimi                      | Ottavi                         | Quarti                        | Semifinali   | Finale        |  |
| -------------------- | --------------------------------------------------------- | ------------------------------ | ------------------------------- | ------------------------------ | ----------------------------- | ------------ | ------------- |  |
| Fioretto individuale | Gerek Meinhardt                                           |                                | Mostafa Nagati (Egitto) 15-3    | Zhu Jun (Cina) 9-15            |                               |              |               |  |
| Sciabola individuale | Timothy Morehouse                                         | bye                            | Boris Sanson (Francia) 12-15    |                                |                               |              |               |  |
| Sciabola individuale | Jason Rogers                                              | Abdoulaye Thiam (Senegal) 15-7 | Keeth Smart (Stati Uniti) 3-15  |                                |                               |              |               |  |
| Sciabola individuale | Keeth Smart                                               | bye                            | Jason Rogers (Stati Uniti) 15-3 | Áron Szilágyi (Ungheria) 15-10 | Julien Pillet (Francia) 13-15 |              |               |  |
| Spada individuale    | Seth Kelsey                                               | bye                            | Fabrice Jeannet (Francia) 11-15 |                                |                               |              |               |  |
| Sciabola a squadre   | Timothy Morehouse Jason Rogers Keeth Smart James Williams |                                |                                 |                                | Ungheria 45-44                | Russia 45-44 | Francia 37-45 |  |

| Gara                 | Atleta                                    | Turno 1                              | Sedicesimi                          | Ottavi                        | Quarti                         | Semifinali                         | Finale                            |
| -------------------- | ----------------------------------------- | ------------------------------------ | ----------------------------------- | ----------------------------- | ------------------------------ | ---------------------------------- | --------------------------------- |
| Fioretto individuale | Emily Cross                               | bye                                  | Su Wanwen (Cina) 7-15               |                               |                                |                                    |                                   |
| Fioretto individuale | Erinn Smart                               | Martina Emanuel (Gran Bretagna) 15-7 | Corinne Maîtrejean (Francia) 9-15   |                               |                                |                                    |                                   |
| Fioretto individuale | Hanna Thompson                            | Anissa Khelfaoui (Algeria) 11-2      | Carolin Golubytskyi (Germania) 5-13 |                               |                                |                                    |                                   |
| Sciabola individuale | Sada Jacobson                             | bye                                  | Mailyn González (Cuba) 15-11        | Olga Kharlan (Ucraina) 15-13  | Olena Khomrova (Ucraina) 15-11 | Sofiya Velikaya (Russia) 15-11     | Mariel Zagunis (Stati Uniti) 8-15 |
| Sciabola individuale | Rebecca Ward                              | bye                                  | Araceli Navarro (Spagna) 12-7       | Orsolya Nagy (Ungheria) 15-5  | Azza Besbes (Tunisia) 15-14    | Mariel Zagunis (Stati Uniti) 11-15 | Sofiya Velikaya (Russia) 15-14    |
| Sciabola individuale | Mariel Zagunis                            | bye                                  | Sandra Sassine (Canada) 15-10       | Bogna Jóźwiak (Polonia) 15-13 | Yingying Bao (Cina) 15-9       | Rebecca Ward (Stati Uniti) 15-11   | Sada Jacobson (Stati Uniti) 15-8  |
| Spada individuale    | Kelley Hurley                             |                                      | Hyo Jung Jung (Corea del Sud) 6-15  |                               |                                |                                    |                                   |
| Fioretto a squadre   | Emily Cross Erinn Smart Hanna Thompson    |                                      |                                     |                               | Polonia 31-30                  | Ungheria 35-33                     | Russia 11-28                      |
| Sciabola a squadre   | Sada Jacobson Rebecca Ward Mariel Zagunis |                                      |                                     |                               | Sudafrica 45-8                 | Ucraina 39-45                      | Francia 45-38                     |

## Softball
La nazionale statunitense si è qualificata per i Giochi vincendo il campionato mondiale del 2006.

### Squadra
La squadra era formata da:
- Monica Abbott
- Laura Berg
- Crystl Bustos
- Andrea Duran
- Jennie Finch
- Tairia Flowers
- Vicky Galindo
- Lovieanne Jung
- Kelly Kretschman
- Lauren Lappin
- Caitlin Lowe
- Jessica Mendoza
- Stacey Nuveman
- Cat Osterman
- Natasha Watley

L'allenatore era Mike Candrea.

### Prima fase
| Data      | Ora locale | Partita     | Partita         | Partita       |
| --------- | ---------- | ----------- | --------------- | ------------- |
| 12 agosto | 12.00      | Venezuela   | 0-11 (5 inning) | Stati Uniti   |
| 13 agosto | 12.00      | Stati Uniti | 3-0             | Australia     |
| 15 agosto | 12.00      | Canada      | 1-8             | Stati Uniti   |
| 15 agosto | 12.00      | Giappone    | 0-7 (5 inning)  | Stati Uniti   |
| 16 agosto | 12.00      | Stati Uniti | 7-0 (5 inning)  | Taipei cinese |
| 17 agosto | 19.30      | Stati Uniti | 8-0 (5 inning)  | Paesi Bassi   |
| 18 agosto | 09.30      | Paesi Bassi | 4-2             | Taipei cinese |
| 18 agosto | 12.00      | Stati Uniti | 9-0             | Cina          |

|  | Qualificate alle semifinali |
|  | Eliminate                   |

| Squadra       | Gioc | Vinte | Perse | Pt.fat | Pt.sub | Perc  |
| ------------- | ---- | ----- | ----- | ------ | ------ | ----- |
| Stati Uniti   | 7    | 7     | 0     | 53     | 1      | 1.000 |
| Giappone      | 7    | 6     | 1     | 23     | 13     | .857  |
| Australia     | 7    | 5     | 2     | 30     | 11     | .714  |
| Canada        | 7    | 3     | 4     | 17     | 23     | .429  |
| Cina          | 7    | 2     | 5     | 19     | 21     | .286  |
| Taipei cinese | 7    | 2     | 5     | 10     | 23     | .286  |
| Venezuela     | 7    | 2     | 5     | 15     | 35     | .286  |
| Paesi Bassi   | 7    | 1     | 6     | 8      | 48     | .143  |

### Seconda fase
Semifinale
| Pechino 20 agosto 2008, ore 09.30 | Giappone | 1 – 4 referto | Stati Uniti | Fengtai Softball Field |

Finale
| Pechino 21 agosto 2008, ore 18.30 | Stati Uniti | 1 – 3 referto | Giappone | Fengtai Softball Field |

## Sollevamento pesi
| Gara  | Atleta          | Strappo | Strappo | Slancio | Slancio | Totale | Posizione |
| Gara  | Atleta          | Ris.    | Pos.    | Ris.    | Pos.    | Totale | Posizione |
| ----- | --------------- | ------- | ------- | ------- | ------- | ------ | --------- |
| 77 kg | Chad Vaughn     | 147     | 16      | 0       | -       | -      | -         |
| 85 kg | Kendrick Farris | 160     | 11      | 202     | 7       | 362    | 8         |

| Gara   | Atleta           | Strappo | Strappo | Slancio | Slancio | Totale | Posizione |
| Gara   | Atleta           | Ris.    | Pos.    | Ris.    | Pos.    | Totale | Posizione |
| ------ | ---------------- | ------- | ------- | ------- | ------- | ------ | --------- |
| 53 kg  | Melanie Roach    | 83      | 6       | 110     | 6       | 193    | 6         |
| 63 kg  | Carissa Gump     | 88      | 14      | 116     | 14      | 204    | 14        |
| 63 kg  | Natalie Woolfolk | 97      | 9       | 114     | 12      | 211    | 12        |
| +75 kg | Cheryl Haworth   | 115     | 6       | 144     | 6       | 259    | 6         |

## Taekwondo
| Gara  | Atleta       | Tabellone principale                 | Tabellone principale         | Tabellone principale   | Tabellone principale            | Ripescaggi                                     | Ripescaggi                       |
| Gara  | Atleta       | Ottavi                               | Quarti                       | Semifinali             | Finale                          | Semifinali                                     | Finale                           |
| ----- | ------------ | ------------------------------------ | ---------------------------- | ---------------------- | ------------------------------- | ---------------------------------------------- | -------------------------------- |
| 68 kg | Mark López   | Nesar Ahmad Bahave (Afghanistan) 3-0 | Daniel Manz (Germania) 3-1   | Peter López (Perù) 2-1 | Son Tae-Jin (Corea del Sud) 2-3 |                                                |                                  |
| 80 kg | Steven López | Bahri Tanrıkulu (Turchia) 3-0        | Mauro Sarmiento (Italia) 1-2 |                        |                                 | N'Guessan Sebastien Konan (Costa d'Avorio) 3-0 | Rashad Ahmadov (Azerbaigian) 3-2 |

| Gara  | Atleta          | Tabellone principale                | Tabellone principale            | Tabellone principale | Tabellone principale | Ripescaggi                | Ripescaggi                      |
| Gara  | Atleta          | Ottavi                              | Quarti                          | Semifinali           | Finale               | Semifinali                | Finale                          |
| ----- | --------------- | ----------------------------------- | ------------------------------- | -------------------- | -------------------- | ------------------------- | ------------------------------- |
| 49 kg | Charlotte Craig | Manuela Bezzola (Svizzera) 4-0      | Dalia Contreras (Venezuela) 3-2 |                      |                      |                           |                                 |
| 57 kg | Diana López     | Chonnapas Premwaew (Thailandia) 2-0 | Azize Tanrıkulu (Turchia) 1-2   |                      |                      | Teo Elaine (Malaysia) 3-0 | Veronica Calabrese (Italia) 3-2 |

## Tennis
| Gara                | Atleta                         | Trentaduesimi                          | Sedicesimi                                                | Ottavi                                                        | Quarti                                                                 | Semifinali                                                    | Finale                                                           |
| ------------------- | ------------------------------ | -------------------------------------- | --------------------------------------------------------- | ------------------------------------------------------------- | ---------------------------------------------------------------------- | ------------------------------------------------------------- | ---------------------------------------------------------------- |
| Singolare maschile  | James Blake                    | Chris Guccione (Australia) 6-3, 7-63   | Dominik Hrbatý (Slovacchia) 7-63, 4-6, 6-3                | Gilles Simon (Francia) 6-4, 6-2                               | Roger Federer (Svizzera) 6-4, 7-62                                     | Fernando González (Cile) 6-4, 5-7, 9-11                       | Novak Đoković (Serbia) 3-6, 64-7                                 |
| Singolare maschile  | Robby Ginepri                  | Novak Đoković (Serbia) 4-6, 4-6        |                                                           |                                                               |                                                                        |                                                               |                                                                  |
| Singolare maschile  | Sam Querrey                    | Igor' Andreev (Russia) 4-6, 4-6        |                                                           |                                                               |                                                                        |                                                               |                                                                  |
| Doppio maschile     | James Blake Sam Querrey        |                                        | Igor' Andreev Nikolaj Davydenko (Russia) 3-6, 4-6         |                                                               |                                                                        |                                                               |                                                                  |
| Doppio maschile     | Bob Bryan Mike Bryan           |                                        | Mark Knowles Devin Mullings (Bahamas) 6-2, 6-1            | Julian Knowle Jürgen Melzer (Austria) 7-62, 6-4               | Chris Guccione Lleyton Hewitt (Australia) 6-4, 6-3                     | Roger Federer Stan Wawrinka (Svizzera) 6-7, 4-6               | Arnaud Clément Michaël Llodra (Francia) 3-6, 6-3, 6-4            |
| Singolare femminile | Jill Craybas                   | Patty Schnyder (Svizzera) 3-6, 2-6     |                                                           |                                                               |                                                                        |                                                               |                                                                  |
| Singolare femminile | Serena Williams                | Ol'ga Govorcova (Bielorussia) 6-3, 6-1 | Samantha Stosur (Australia) 6-2, 6-0                      | Alizé Cornet (Francia) 3-6, 6-3, 6-4                          | Elena Dement'eva (Russia) 6-4, 4-6, 3-6                                |                                                               |                                                                  |
| Singolare femminile | Venus Williams                 | Timea Bacsinszky (Svizzera) 6-3, 6-2   | Iveta Benešová (Rep. Ceca) 6-1, 6-4                       | Viktoryja Azaranka (Bielorussia) 6-3, 6-2                     | Li Na (Cina) 5-7, 5-7                                                  |                                                               |                                                                  |
| Doppio femminile    | Lindsay Davenport Liezel Huber |                                        | Klaudia Jans-Ignacik Alicja Rosolska (Polonia) 6-2, 6-1   | Viktoryja Azaranka Tat'jana Puček (Bielorussia) 6-4, 4-6, 6-3 | Anabel Medina Garrigues Virginia Ruano Pascual (Spagna) 7-5, 66-7, 6-8 |                                                               |                                                                  |
| Doppio femminile    | Serena Williams Venus Williams |                                        | Iveta Benešová Nicole Vaidišová (Rep. Ceca) 4–6, 7–5, 6–1 | Ayumi Morita Ai Sugiyama (Giappone) 7–5, 6–2                  | Elena Vesnina Vera Zvonarëva (Russia) 6–4, 6–0                         | Al'ona Bondarenko Kateryna Bondarenko (Ucraina) 4–6, 6–4, 6–1 | Anabel Medina Garrigues Virginia Ruano Pascual (Spagna) 6–2, 6–0 |

## Tennis tavolo
| Gara              | Atleta        | Preliminari                                                            | Turno 1 | Turno 2                                                            | Turno 3                                                        | Turno 4                                                                      | Quarti                                                       | Semifinali | Finale |
| ----------------- | ------------- | ---------------------------------------------------------------------- | ------- | ------------------------------------------------------------------ | -------------------------------------------------------------- | ---------------------------------------------------------------------------- | ------------------------------------------------------------ | ---------- | ------ |
| Singolo maschile  | David Zhuang  | Segun Toriola (Nigeria) 3-4 (11-8, 8-11, 11-2, 6-11, 11-9, 7-11, 8-11) |         |                                                                    |                                                                |                                                                              |                                                              |            |        |
| Singolo femminile | Wang Chen     | bye                                                                    | bye     | bye                                                                | Krisztina Tóth (Ungheria) 4-1 (11-7, 11-7, 11-6, 11-13, 11-2)  | Kim Kyung-Ah (Corea del Sud) 4-3 (11-9, 9-11, 11-8, 10-12, 6-11, 11-9, 11-5) | Li Jia Wei (Singapore) 1-4 (13-15, 6-11, 10-12, 15-13, 4-11) |            |        |
| Singolo femminile | Gao Jun       | bye                                                                    | bye     | Eva Ódorová (Slovacchia) 4-2 (10-12, 11-9, 11-2, 9-11, 11-9, 11-4) | Hirano Sayaka (Giappone) 4-1 (14-12, 11-1, 10-12, 11-7, 14-12) | Wu Xue (Rep. Dominicana) 3-4 (10-12, 8-11, 11-6, 3-11, 11-8, 14-12, 9-11)    |                                                              |            |        |
| Singolo femminile | Crystal Huang | Yang Fen (Rep. del Congo) 2-4 (11-4, 8-11, 11-9, 5-11, 11-13, 9-11)    |         |                                                                    |                                                                |                                                                              |                                                              |            |        |

### Gara a squadre femminile
La squadra femminile era formata da Wang Chen, Gao Jun e Crystal Huang.

#### Prima fase
| 13 agosto 2008 | Singapore | 3 – 0 | Stati Uniti |  |

| 13 agosto 2008 | Paesi Bassi | 1 – 3 | Stati Uniti |  |

| 14 agosto 2008 | Stati Uniti | 3 – 0 | Nigeria |  |

| Squadra     | P.ti | G | V | P | GV | GP |
| ----------- | ---- | - | - | - | -- | -- |
| Singapore   | 6    | 3 | 3 | 0 | 9  | 0  |
| Stati Uniti | 5    | 3 | 2 | 1 | 6  | 4  |
| Paesi Bassi | 4    | 3 | 1 | 2 | 4  | 6  |
| Nigeria     | 3    | 3 | 0 | 3 | 0  | 9  |

#### Seconda fase
Tabellone per il bronzo, quarti di finale
| 15 agosto 2008 | Stati Uniti | 3 – 1 | Romania |  |

Tabellone per il bronzo, semifinale
| 16 agosto 2008 | Stati Uniti | 0 – 3 | Corea del Sud |  |

## Tiro
| Gara                         | Atleta           | Qualificazioni | Qualificazioni | Finale    | Finale       | Finale  |
| Gara                         | Atleta           | Punteggio      | Pos.           | Punteggio | Punt. totale | Pos.    |
| ---------------------------- | ---------------- | -------------- | -------------- | --------- | ------------ | ------- |
| Carabina 10 m aria compressa | Jason Parker     | 591            | 23             |           |              |         |
| Carabina 10 m aria compressa | Steven Scherer   | 590            | 27             |           |              |         |
| Carabina 50 m a terra        | Mike Anti        | 594            | 9              |           |              |         |
| Carabina 50 m a terra        | Matthew Emmons   | 597            | 2              | 104,7     | 701,7        | Argento |
| Carabina 50 m tre posizioni  | Matthew Emmons   | 1175           | 2              | 95,3      | 1270,3       | 4       |
| Carabina 50 m tre posizioni  | Jason Parker     | 1164           | 22             |           |              |         |
| Pistola 10 m aria compressa  | Brian Beaman     | 581            | 6              | 101,0     | 682,0        | 4       |
| Pistola 10 m aria compressa  | Jason Turner     | 583            | 4              | 99,0      | 682,0        | Bronzo  |
| Pistola 25 m automatica      | Keith Sanderson  | 583            | 1              | 193,6     | 776,6        | 5       |
| Pistola 50 m                 | Daryl Szarenski  | 555            | 14             |           |              |         |
| Pistola 50 m                 | Jason Turner     | 553            | 21             |           |              |         |
| Trap                         | Bret Erickson    | 113            | 23             |           |              |         |
| Trap                         | Dominic Grazioli | 113            | 23             |           |              |         |
| Double trap                  | Glenn Eller      | 145            | 1              | 45        | 190          | Oro     |
| Double trap                  | Jeff Holguin     | 140            | 3              | 42        | 182          | 4       |
| Skeet                        | Vincent Hancock  | 121            | 1              | 24        | 145          | Oro     |
| Skeet                        | Sean McLelland   | 118            | 11             |           |              |         |

| Gara                         | Atleta             | Qualificazioni | Qualificazioni | Finale    | Finale       | Finale  |
| Gara                         | Atleta             | Punteggio      | Pos.           | Punteggio | Punt. totale | Pos.    |
| ---------------------------- | ------------------ | -------------- | -------------- | --------- | ------------ | ------- |
| Carabina 10 m aria compressa | Jamie Beyerle      | 397            | 5              | 102,8     | 499,8        | 4       |
| Carabina 10 m aria compressa | Emily Caruso       | 395            | 15             |           |              |         |
| Carabina 50 m tre posizioni  | Jamie Beyerle      | 586            | 5              | 100,9     | 686,9        | 5       |
| Carabina 50 m tre posizioni  | Sandra Fong        | 577            | 21             |           |              |         |
| Pistola 10 m aria compressa  | Brenda Shinn       | 373            | 37             |           |              |         |
| Pistola 10 m aria compressa  | Rebecca Snyder     | 370            | 41             |           |              |         |
| Pistola 25 m                 | Elizabeth Callahan | 575            | 25             |           |              |         |
| Pistola 25 m                 | Rebecca Snyder     | 575            | 28             |           |              |         |
| Trap                         | Corey Cogdell      | 69             | 4              | 17        | 86           | Bronzo  |
| Skeet                        | Kim Rhode          | 70             | 3              | 23        | 93           | Argento |

## Tiro con l'arco
| Gara                  | Atleta                                   | Turno di qualificazione | Turno di qualificazione | Turno 1                                    | Turno 2                                   | Ottavi                               | Quarti                              | Semifinali | Finale |
| Gara                  | Atleta                                   | Punteggio               | Pos.                    | Turno 1                                    | Turno 2                                   | Ottavi                               | Quarti                              | Semifinali | Finale |
| --------------------- | ---------------------------------------- | ----------------------- | ----------------------- | ------------------------------------------ | ----------------------------------------- | ------------------------------------ | ----------------------------------- | ---------- | ------ |
| Individuale maschile  | Brady Ellison                            | 664                     | 15                      | John Burnes (Canada) 111-89                | Jay Lyon (Canada) 107-113                 |                                      |                                     |            |        |
| Individuale maschile  | Butch Johnson                            | 653                     | 40                      | Andrey Abramov (Russia) 109(+26)-109(+25)  | Im Dong-Hyun (Corea del Sud) 106-115      |                                      |                                     |            |        |
| Individuale maschile  | Vic Wunderle                             | 652                     | 41                      | Eduardo Velez (Messico) 106-102            | Ilario Di Buò (Italia) 108(+19)-108(+17)  | Im Dong-Hyun (Corea del Sud) 113-111 | Juan René Serrano (Messico) 106-113 |            |        |
| Squadre maschile      | Brady Ellison Butch Johnson Vic Wunderle | 1969                    | 10                      |                                            |                                           | Taipei cinese 218-222                |                                     |            |        |
| Individuale femminile | Jennifer Nichols                         | 637                     | 24                      | Ika Yuliana Rochmawati (Indonesia) 114-101 | Nami Hayakawa (Giappone) 103-105          |                                      |                                     |            |        |
| Individuale femminile | Khatuna Lorig                            | 635                     | 26                      | Virginie Arnold (Francia) 107-105          | Alison Williamson (Gran Bretagna) 112-109 | Ana Maria Rendon (Colombia) 107-95   | Yun Ok-Hee (Corea del Sud) 105-111  |            |        |

## Triathlon
| Gara           | Atleta           | Nuoto  | Ciclismo  | Corsa  | Tempo totale | Posizione |
| -------------- | ---------------- | ------ | --------- | ------ | ------------ | --------- |
| Gara maschile  | Hunter Kemper    | 18'04" | 59'06"    | 31'40" | 1h 49'48"75  | 7         |
| Gara maschile  | Matthew Reed     | 18'25" | 58'48"    | 34'19" | 1h 52'30"44  | 32        |
| Gara maschile  | Jarrod Shoemaker | 18'19" | 59'03"    | 32'27" | 1h 50'46"39  | 18        |
| Gara femminile | Julie Ertel      | 19'51" | 1h 04'24" | 37'22" | 2h 02'39"22  | 19        |
| Gara femminile | Sarah Haskins    | 19'50" | 1h 04'18" | 36'10" | 2h 01'22"57  | 11        |
| Gara femminile | Laura Bennett    | 19'49" | 1h 04'23" | 35'10" | 2h 00'21"54  | 4         |

## Tuffi
| Gara                    | Atleta                        | Preliminari | Preliminari | Semifinale | Semifinale | Finale | Finale |
| Gara                    | Atleta                        | Punti       | Pos.        | Punti      | Pos.       | Punti  | Pos.   |
| ----------------------- | ----------------------------- | ----------- | ----------- | ---------- | ---------- | ------ | ------ |
| Trampolino 3 m          | Chris Colwill                 | 464,75      | 7           | 480,95     | 6          | 425,90 | 12     |
| Trampolino 3 m          | Troy Dumais                   | 448,40      | 12          | 463,15     | 10         | 472,50 | 6      |
| Piattaforma 10 m        | David Boudia                  | 481,70      | 6           | 491,55     | 5          | 441,45 | 10     |
| Piattaforma 10 m        | Thomas Finchum                | 477,00      | 7           | 474,95     | 7          | 412,65 | 12     |
| Trampolino 3 m sincro   | Chris Colwill Jevon Tarantino |             |             |            |            | 410,73 | 4      |
| Piattaforma 10 m sincro | David Boudia Thomas Finchum   |             |             |            |            | 440,64 | 5      |

| Gara                    | Atleta                              | Preliminari | Preliminari | Semifinale | Semifinale | Finale | Finale |
| Gara                    | Atleta                              | Punti       | Pos.        | Punti      | Pos.       | Punti  | Pos.   |
| ----------------------- | ----------------------------------- | ----------- | ----------- | ---------- | ---------- | ------ | ------ |
| Trampolino 3 m          | Nancilea Underwood Foster           | 300,15      | 11          | 338,90     | 4          | 316,70 | 8      |
| Trampolino 3 m          | Christina Loukas                    | 312,60      | 8           | 329,00     | 7          | 315,70 | 9      |
| Piattaforma 10 m        | Haley Ishimatsu                     | 329,00      | 10          | 292,95     | 14         |        |        |
| Piattaforma 10 m        | Laura Wilkinson                     | 370,70      | 5           | 346,10     | 6          | 311,80 | 9      |
| Trampolino 3 m sincro   | Kelci Bryant Ariel Rittenhouse      |             |             |            |            | 314,40 | 4      |
| Piattaforma 10 m sincro | Mary Beth Dunnichay Haley Ishimatsu |             |             |            |            | 309,12 | 5      |

## Vela
| Gara                   | Atleta                                  | Regata | Regata | Regata | Regata | Regata | Regata | Regata | Regata | Regata     | Regata     | Regata | Regata | Regata     | Regata     | Regata     | Regata | Punteggio | Pos.    |
| Gara                   | Atleta                                  | 1      | 2      | 3      | 4      | 5      | 6      | 7      | 8      | 9          | 10         | 11     | 12     | 13         | 14         | 15         | M      | Punteggio | Pos.    |
| ---------------------- | --------------------------------------- | ------ | ------ | ------ | ------ | ------ | ------ | ------ | ------ | ---------- | ---------- | ------ | ------ | ---------- | ---------- | ---------- | ------ | --------- | ------- |
| Windsurf maschile      | Ben Barger                              | 21     | 22     | 24     | 26     | 26     | 32     | 25     | 18     | 25         | 31         |        |        |            |            |            |        | 218       | 26      |
| Windsurf femminile     | Nancy Rios                              | 25     | 24     | 22     | 26     | 24     | 27     | DNF    | DNF    | 26         | 22         |        |        |            |            |            |        | 224       | 26      |
| Laser maschile         | Andrew Campbell                         | 14     | 18     | 1      | 26     | 32     | DSQ    | 8      | DSQ    | 31         | cancellata |        |        |            |            |            |        | 174       | 26      |
| Laser Radial femminile | Anna Tunnicliffe                        | 4      | 5      | 6      | 5      | 6      | 3      | 15     | 2      | 2          | cancellata |        |        |            |            |            | 4      | 37        | Oro     |
| 470 maschile           | Stu McNay Graham Biehl                  | 26     | 12     | DSQ    | 17     | 15     | 1      | 4      | 1      | 6          | 23         |        |        |            |            |            |        | 105       | 13      |
| 470 femminile          | Amanda Clark Sarah Mergenthaler         | 12     | 12     | 10     | 14     | 4      | 17     | 7      | 6      | 17         | 7          |        |        |            |            |            |        | 89        | 12      |
| Star                   | John Dane III Austin Sperry             | 8      | 2      | 4      | 12     | 15     | 15     | 16     | 16     | 10         | 4          |        |        |            |            |            |        | 86        | 11      |
| Yngling                | Sally Barkow Carrie Howe Debbie Capozzi | 14     | 2      | 8      | 5      | 6      | 11     | 1      | 10     | cancellate | cancellate |        |        |            |            |            | 10     | 63        | 8       |
| Finn                   | Zach Railey                             | 2      | 5      | 2      | 2      | 7      | 8      | 7      | 19     |            |            |        |        |            |            |            |        | 45        | Argento |
| 49er                   | Tim Wadlow Chris Rast                   | 5      | 14     | 15     | 16     | 5      | 10     | 1      | 1      | 1          | 3          | 8      | 4      | cancellate | cancellate | cancellate | 22     | 89        | 6       |
| Tornado                | John Lovell Charlie Ogletree            | 14     | 12     | 7      | 11     | 12     | 14     | 15     | 15     | 14         | 15         |        |        |            |            |            |        | 114       | 15      |